# Cattedrale di Aosta
La cattedrale di Santa Maria Assunta (in francese: Cathédrale Notre-Dame de l'Assomption) è il duomo della città di Aosta, sede vescovile della diocesi omonima; costituisce, assieme alla Collegiata di Sant'Orso, la testimonianza di maggior rilievo della storia dell'arte sacra in Valle d'Aosta.
La sua storia ultra millenaria va ricostruita attraverso la molteplicità degli interventi che si sono succeduti e dei linguaggi architettonici impiegati, oltre alle testimonianze artistiche che essa conserva. Dal 1940 è monumento nazionale italiano..

## La storia

### Origini e "chiesa anselmiana"
L'origine del Duomo di Aosta risale alle fasi iniziali di diffusione del Cristianesimo in Valle d'Aosta: già verso la fine del IV secolo, ove oggi è la cattedrale, esisteva- come hanno provato gli scavi archeologici eseguiti - una Domus Ecclesiae di ragguardevoli proporzioni.

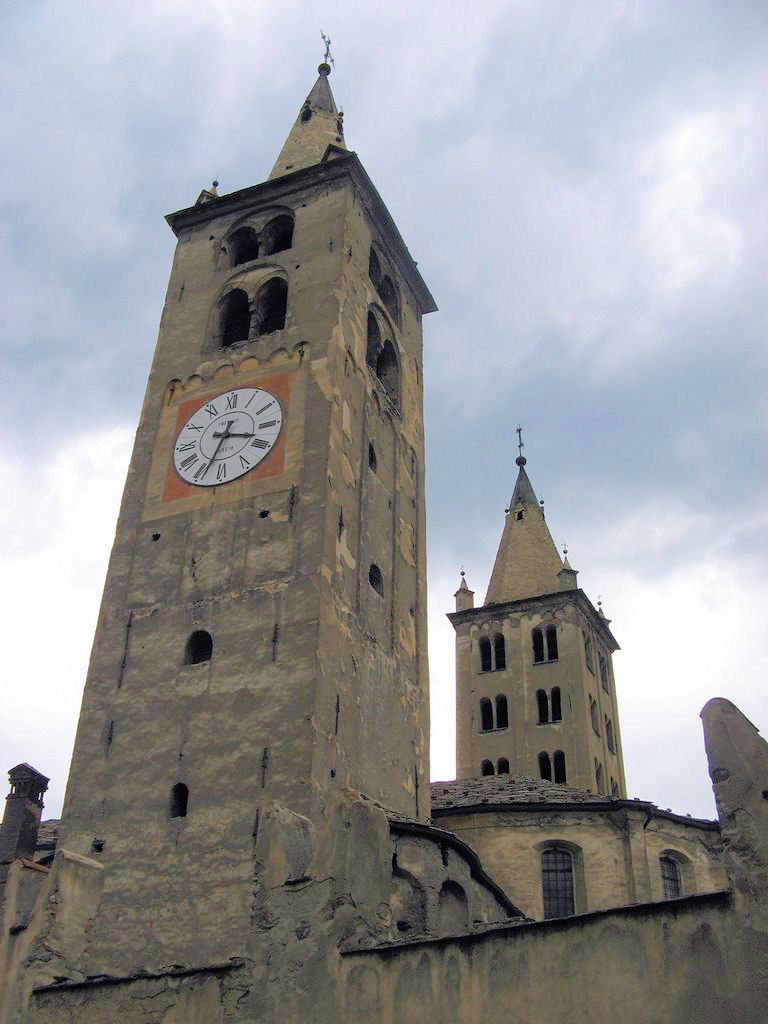
I due campanili romanici (XI secolo)

La chiesa venne completamente riedificata nel corso del secolo XI, per volere di Anselmo I che fu vescovo in Aosta tra il 994 e il 1025 (da non confondersi con Anselmo di Aosta, filosofo e santo, nato nel 1033).
La "chiesa anselmiana" presentava una pianta basilicale a tre navate con tetto a capriate in legno; il portale d'ingresso era posto al centro del lato meridionale; l'abside maggiore, semicircolare, era affiancata da due torri campanarie.

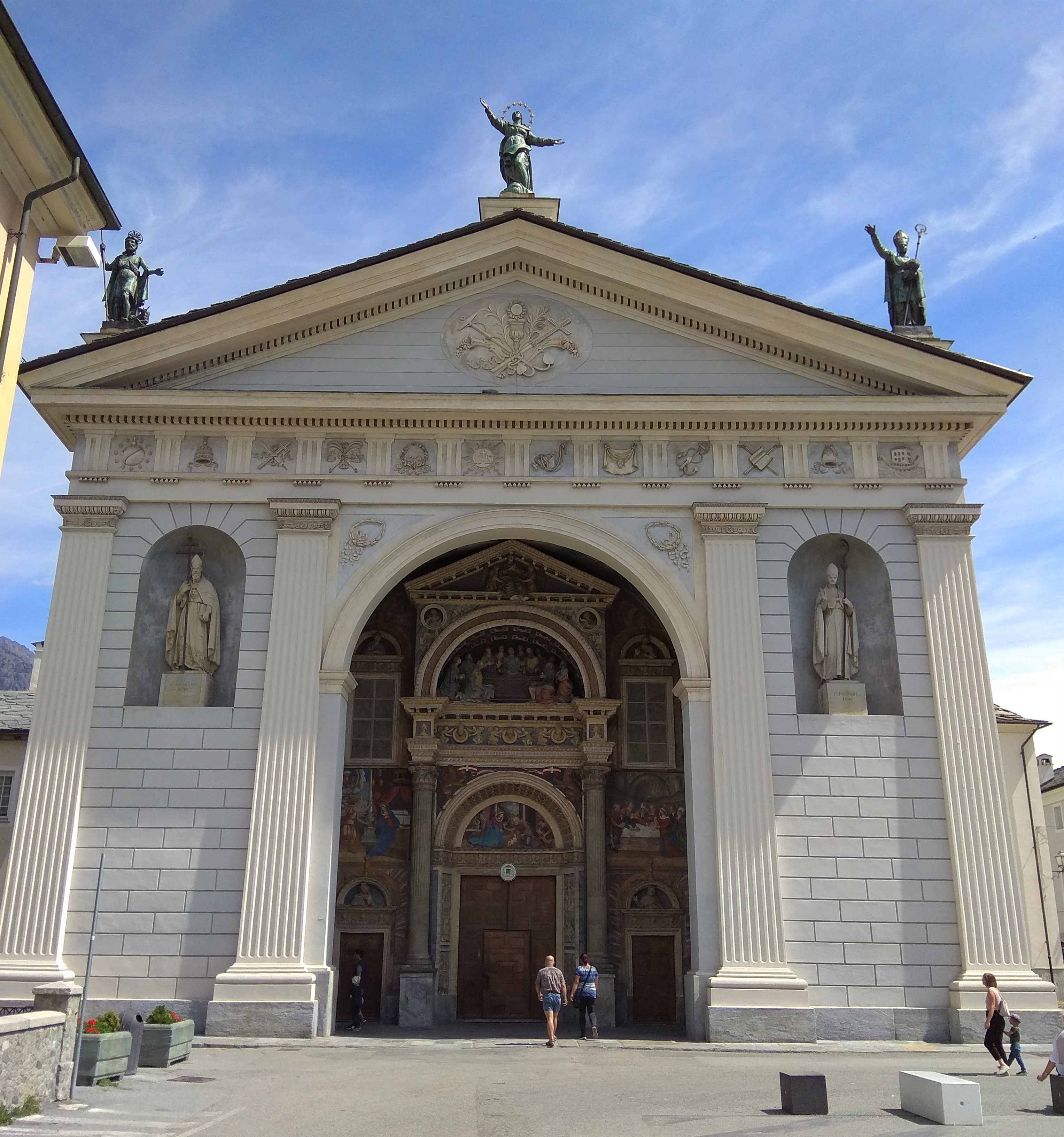
Facciata della cattedrale

Nella cattedrale "anselmiana", sul lato occidentale, non vi era una vera facciata, ma solamente una "pseudofacciata" a salienti che nella parte inferiore non aveva alcun portale d'ingresso, ma si appoggiava alle strutture murarie sovrastanti il criptoportico di epoca romana. Le tre navate erano segnate da sei coppie di pilastri quadrangolari e da una coppia di pilastri a fascio di sezione quadrilobata; le dimensioni della chiesa erano di 54 x 32,4 metri, con un'altezza di oltre 15 metri per la navata centrale e di 9 metri per quelle laterali. L'interno della navata centrale venne decorato con uno straordinario ciclo di dipinti a fresco disposti su vari registri. I pittori, di "area lombarda", impegnati nella realizzazione di tale programma decorativo furono, con ogni probabilità, gli stessi che in Aosta affrescarono la collegiata di Sant'Orso.
Vista dal lato orientale la cattedrale mostrava ben cinque absidi: una grande abside che chiudeva la navata centrale, le due absidi con le quali terminavano le navate minori ed altre due absidiole ricavate al piano inferiore delle torri campanarie. Il coro era in posizione alquanto sopraelevata rispetto alla pavimentazione della chiesa; al di sotto del coro, già alla fine del X secolo, era stata edificata una cripta a tre navatelle con volte a crociera sostenute da agili colonnine con capitelli medievali in marmo. Nella seconda metà dell'XI secolo la cripta, a seguito di un probabile cedimento, dovette essere rifatta: solo le prime campate conservano le colonnine primitive, mentre per le altre campate vennero utilizzate robuste colonne romane di reimpiego. Appoggiato alla navata nord, fu edificato un chiostro come spazio di incontro e di preghiera dei canonici.
Sempre nella seconda metà dell'XI secolo la chiesa fu ampliata con l'edificazione del westwerk (massiccio occidentale) in forma di una seconda abside posta in corrispondenza alla navata centrale affiancata da due ulteriori campanili. Si completò in tal modo un progetto costruttivo che vedeva la navata centrale chiusa da due absidi contrapposte, ciascuna di essa affiancata da una coppia di torri campanarie (adottando una scelta di tipo nordico che trovava allora un altro esempio vicino nel coevo duomo di Ivrea). Mentre il coro nell'abside orientale, dedicato a Maria Assunta, era funzionale al collegio dei canonici presieduto dal vescovo, quello nell'abside occidentale, dedicato a San Giovanni Battista, veniva utilizzato per le cerimonie parrocchiali.
Risalgono ad anni tra la fine del XII e l'inizio del XIII secolo i mosaici del pavimento del coro.
Verso la fine del XII secolo, quando già – sull'ondata della cultura architettonica emergente in Francia - le scelte estetiche dei committenti si orientarono verso il gotico, fu costruito lo jubé, una grande tribuna retta da arcate che delimitava il coro (lo spazio riservato ai presbiteri) rispetto allo spazio riservato dai fedeli, e che fungeva anche da pulpito. Tale struttura fu demolita solo nel 1838.
Dell'antica basilica romanica molto si è perduto in relazione ai numerosi interventi successivi, ispirati da diversi linguaggi artistici e da differenti modalità di fruizione liturgica degli spazi. Restano i due campanili posti ad oriente che – pur modificati in qualche misura nel loro aspetto dall'alta cuspide gotica e dai quattro pinnacoli angolari posti sulla loro cima - mantengono una fisionomia tipicamente romanica; restano i sorprendenti mosaici del coro, la cripta con gli interessanti capitelli medievali. Restano in particolare gli affreschi superstiti - riscoperti nel 1979 nello spazio tra il tetto e le volte quattrocentesche - che lasciano comprendere quale dovesse essere la grandiosità dell'apparato decorativo interno alla chiesa e la sua complessità iconografica. Nel 2004 la Cattedrale è stata al centro di una serie di interventi di restauro, alcuni dei quali sono stati realizzati anche grazie ai fondi del Gioco del Lotto, in base a quanto regolato dalla legge 662/96.

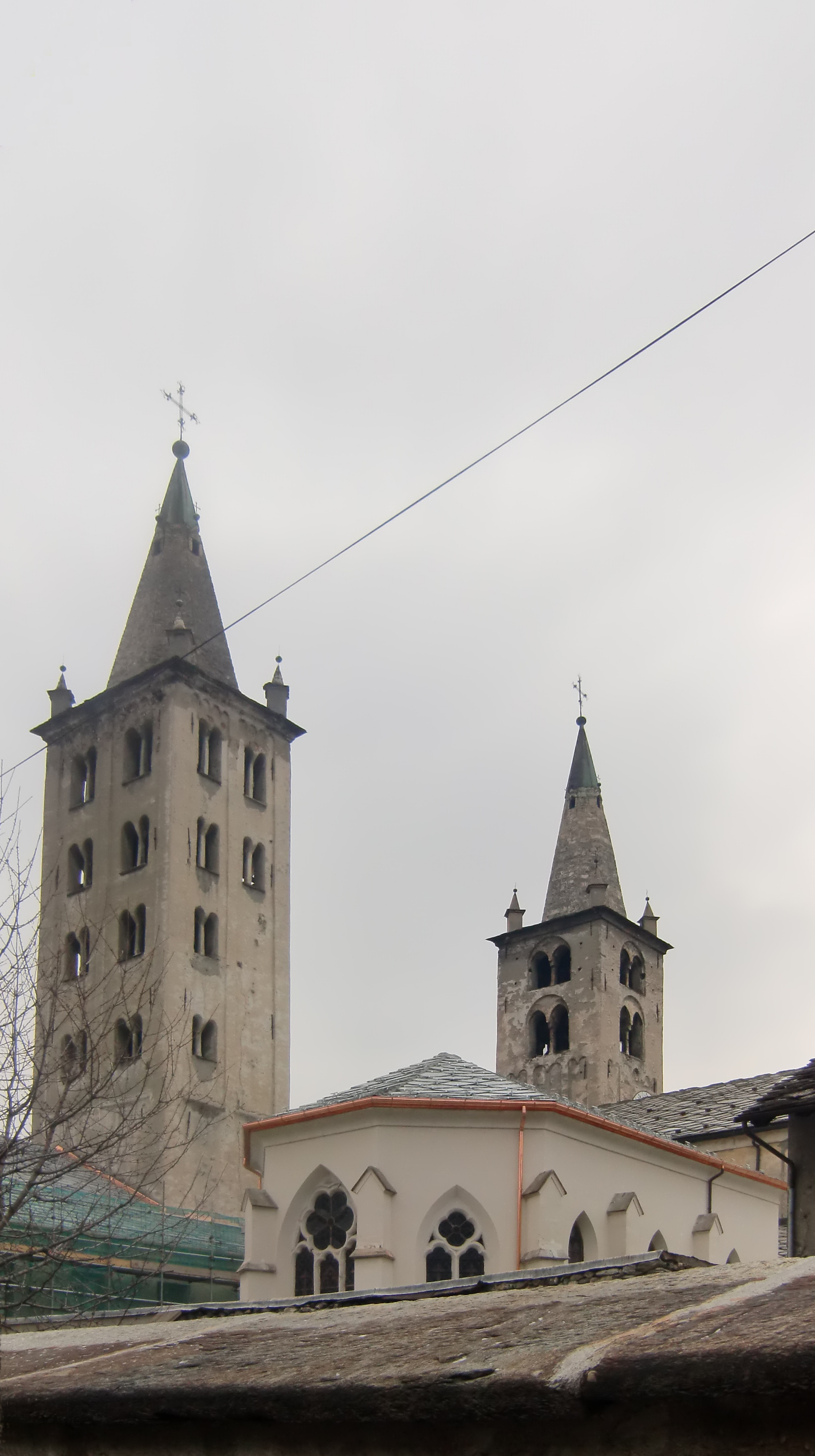
I campanili visti dal lato nord; la struttura neogotica in primo piano è la "Cappella del Rosario" (1862)
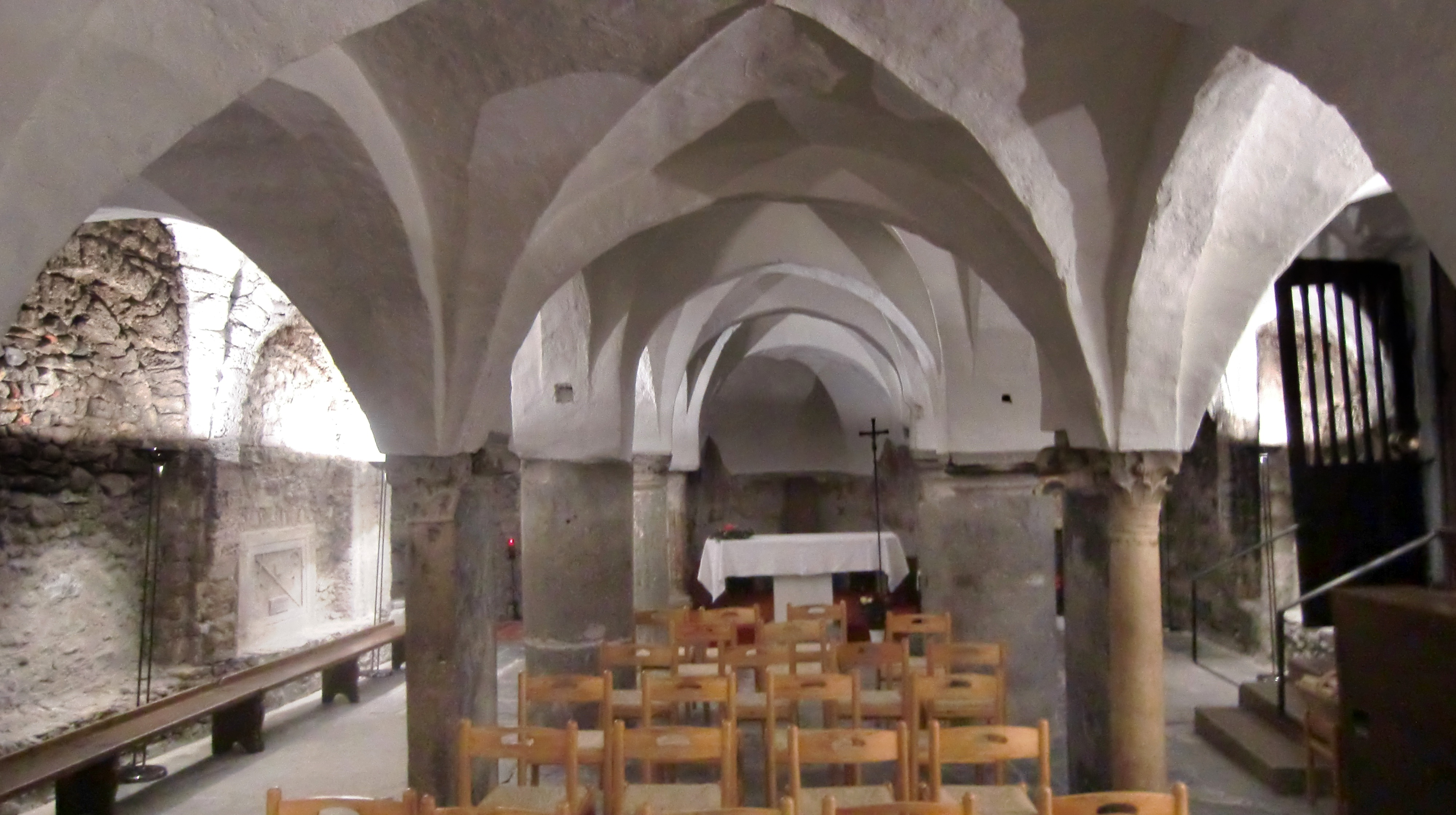
Veduta della cripta (XI secolo)
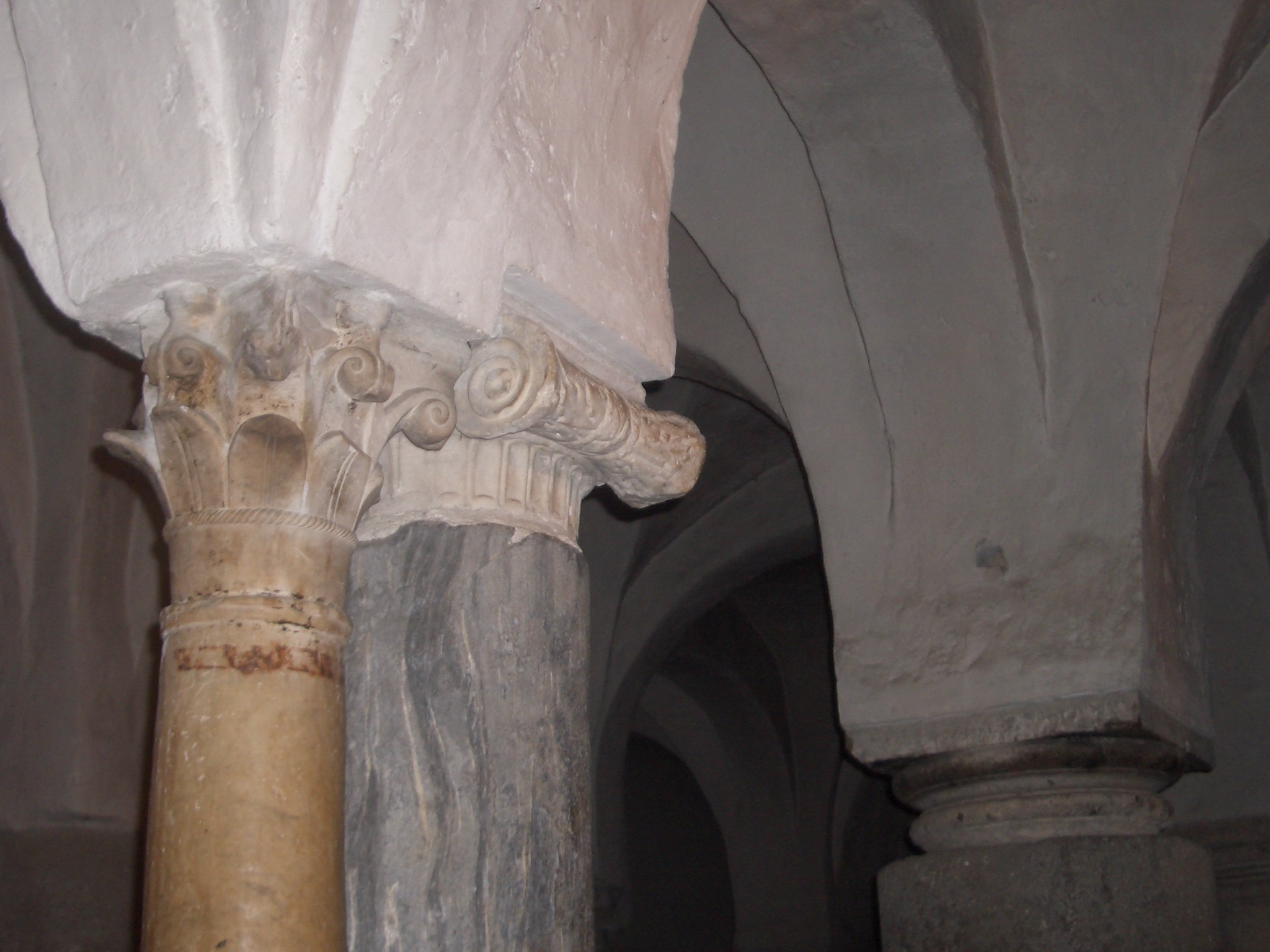
Cripta, capitelli medievali (X secolo)

### Trasformazioni gotiche e rinascimentali
Nell'ampio arco di tempo che va dal XIII ai primi decenni del XVI secolo, una serie di interventi di natura architettonica e decorativa, sostenute da vescovi prestigiosi e da famiglie nobiliari valdostane, modificarono profondamente la fisionomia della cattedrale.

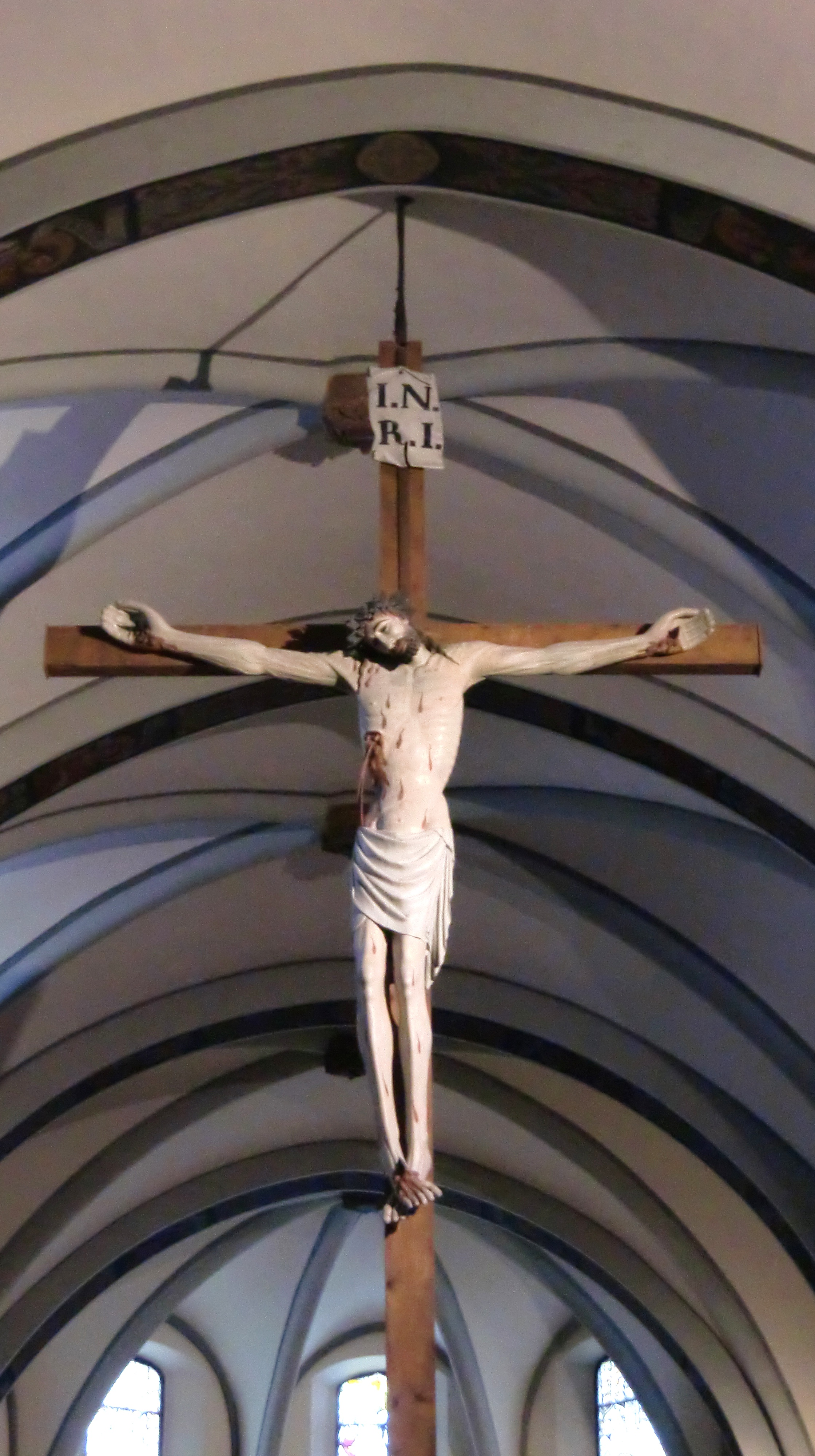
Scultore di area svizzero-tedesca, Crocifissione, 1397 (sullo sfondo le volte a crociera costruite a fine Quattrocento)

Nel XIII secolo, sul lato orientale, vennero abbattute due delle cinque absidiole originarie e realizzato il deambulatorio con tre cappelle radiali che corre attorno al coro (e che oggi ospita il Museo del tesoro della cattedrale). In tale occasione fu quasi interamente demolita l'abside maggiore, sostituendola con quella attuale di gusto gotico, con cinque grandi monofore strombate che sovrastano il deambulatorio.
Nel 1397 il vescovo Jacques Ferrandin fece realizzare un grande crocifisso ligneo di intensa drammaticità (tuttora visibile), che fu esposto ai fedeli nella navata centrale, sospeso in alto tra la volta e lo jubé, allora presente.
Nel XV secolo la cattedrale cominciò ad ospitare tombe monumentali di illustri personaggi, sormontate da un gisant in pietra (scultura funeraria raffigurante il defunto che giace disteso). Fu Stefano Mossettaz, uno scultore aggiornato sul linguaggio del gotico internazionale, a distinguersi in questo genere di produzione artistica. La Tomba di Francesco di Challant da lui realizzata in alabastro fu posta al centro del coro, sopra il mosaico con il Ciclo dei mesi, circondata da una cancellata in ferro.
Numerosi arredi sacri furono commissionati per aumentare il prestigio ed il decoro della cattedrale: una gran parte di essi è oggi conservata nel museo del tesoro della cattedrale, a partire dalla cassa reliquiaria destinata ad accogliere le spoglie di San Grato, patrono della città: un capolavoro di arte orafa quattrocentesca iniziata da Guglielmo di Locana e completata da Jean de Malines.
Poco dopo la metà del XV secolo, in conseguenza dell'istituzione della fabbriceria della cattedrale, voluta dal vescovo Antoine de Prez, membro d'una potente famiglia svizzera, il chiostro dell'XI secolo venne interamente ricostruito in stile tardo gotico. I lavori furono affidati a Marcel Girard di Saint-Marcel.
Subito dopo il 1464 (quando al vescovo Antoine era succeduto il nipote François de Prez) furono commissionati i nuovi stalli per il coro, dando vita ad un importante cantiere di scultori in legno formato dal savoiardo Jean Vion de Samoëns e dall'aostano Jean de Chetro. Gli stalli erano in quegli anni disposti a gruppi di dodici lungo le pareti del coro, mentre altri due gruppi di cinque erano appoggiati allo jubé.

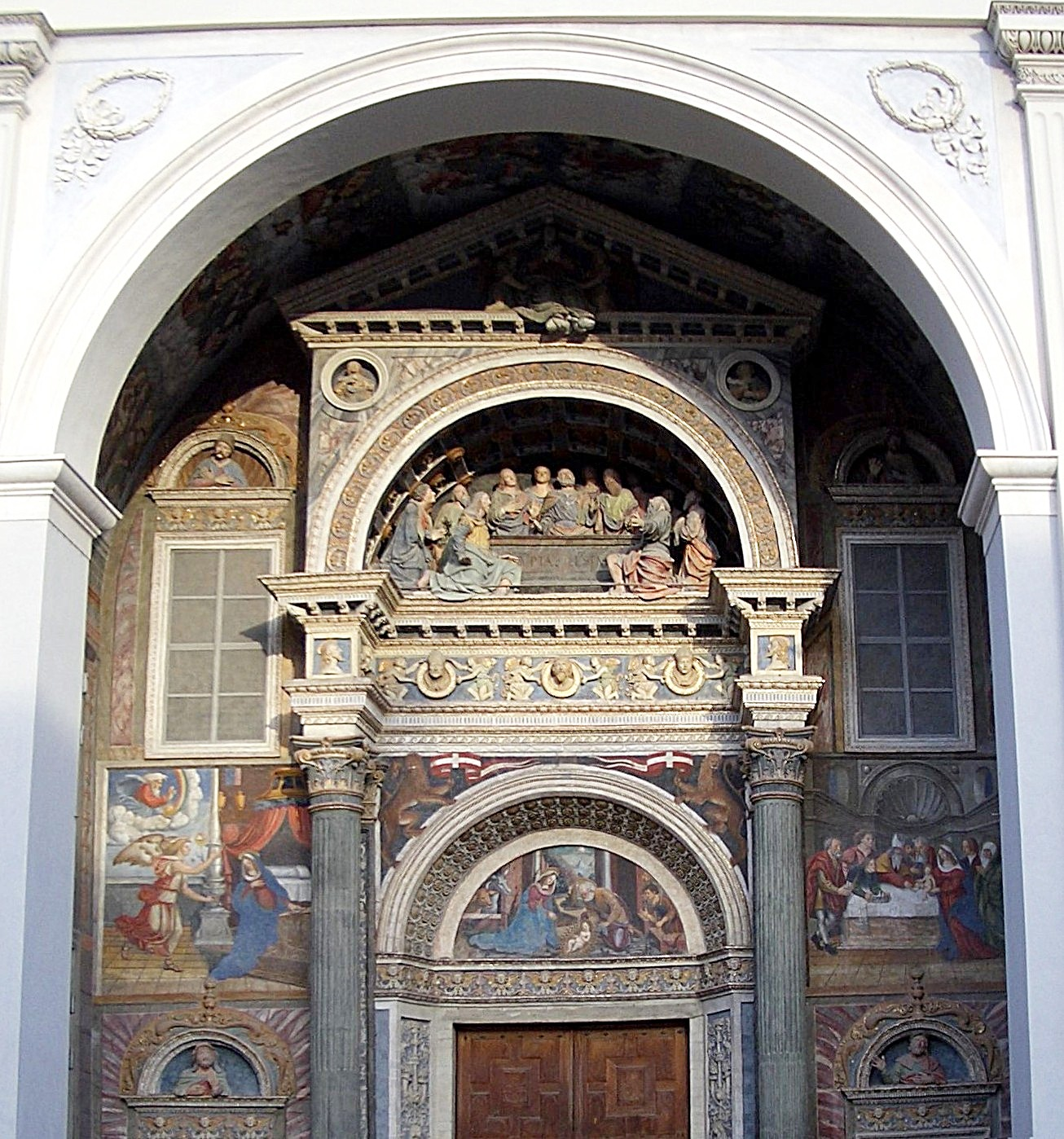
La facciata realizzata nel 1522-26 (nell'atrio aperto sulla facciata dell'Ottocento)

Gli interventi architettonici più importanti, che cambiarono in modo profondo l'aspetto della cattedrale (avvicinandolo a quello oggi osservabile) furono avviati verso la fine del Quattrocento per iniziativa di Giorgio di Challant (priore della collegiata di Sant'Orso e grande artefice del rinnovamento culturale ed artistico valdostano) e del vescovo François de Prez.
Con una scelta improntata ad un'estetica tardo gotica (che doveva avere per lo Challant particolare urgenza, visto che essa venne adottata, in quello scorcio di anni, anche per la collegiata ursina e per la parrocchiale di Arnad) le vecchie coperture a capriate e le volte del deambulatorio, vennero sostituite da una più bassa copertura con volte a crociera segnate da costoloni finemente decorati.
In tale occasione furono anche ingrandite le finestre della navata centrale che assunsero la caratteristica forma ad arco carenato: iniziò così un programma di realizzazione di 23 vetrate, di qualità particolarmente elevata (che ancora si possono ammirare); esse furono realizzate da un atelier locale identificabile verosimilmente con la bottega di Pierre Vaser.
Tra il 1484 ed il 1494 si demolì il westwerk, vale a dire l'abside occidentale ed i due campanili che l'affiancavano, per dar vita, con l'edificazione di due nuove campate, al prolunggamento longitudinale del corpo della chiesa ed alla successiva costruzione di una nuova facciata.
Né il vescovo François de Prez, né Giorgio di Challant videro il completamento di tale opera: l'apparato decorativo di gusto rinascimentale che ancor oggi vediamo - fatto di affreschi e di altorilievi in terracotta dedicati Vita della Vergine - fu commissionato nel 1522 dall'allora direttore della Fabbriceria, canonico Jaen Gombaude, concludendosi nel 1526. Nell'intorno di quegli stessi anni si completò il programma di realizzazione delle vetrate.
Ancora nel corso del XVI secolo, in relazione allo sviluppo dell'istituzione delle cappellanie, ebbe luogo la costruzione della cappella dei signori di Cly (circa 1570-80), posta alla destra della porta d'ingresso, con affreschi di gusto manieristico.

### Interventi successivi
Dopo la costruzione della nuova facciata rinascimentale ed il completamento del ciclo delle vetrate dipinte, si registrò un periodo di interventi aventi scarso rilievo strutturale e di modesta qualità artistica; a parte la già menzionata costruzione della cappella dei signori di Cly, l'unica eccezione di rilievo è data dalla commessa relativa alla Cassa reliquaria di San Giocondo realizzata in argento (1617-1619), ora nel museo del tesoro della cattedrale.
Il forte rallentamento della produzione artistica riguardò l'intera Valle d'Aosta. Con l'esplodere della Riforma le fortune della regione decaddero assieme a quelle del ducato di Savoia che, negli anni 1535-36, perse Ginevra, il Canton Vaud, ed il Basso Vallese. Spostata la capitale del ducato da Chambéry a Torino, declinò l'importanza dei valichi valdostani come tramite di scambi economici e culturali, a vantaggio dei valichi del Moncenisio e del Sempione.
Nel 1704 fu costruita, per un adeguato svolgimento delle funzioni parrocchiali, la cappella di San Giovanni Battista (la balaustra marmorea ed il nuovo altare della cappella furono realizzati nel 1760). Nel 1758 si costruì un nuovo altare maggiore, ricco di tarsie marmoree.
Nel XIX secolo la chiesa cambiò nuovamente aspetto, principalmente per iniziativa del vescovo André Jourdain che tenne la cattedra episcopale tra il 1832 ed il 1859. Fu demolito lo jubé che separava troppo vistosamente l'area presbiterale da quella riservata ai fedeli; si ultimarono i lavori di ricostruzione della cappella di San Grato (1842).
Altri interventi, corrispondenti ai nuovi gusti estetici del momento, hanno suscitato forti riserve per la scarsa coerenza stilistica con il resto della chiesa. Si tratta innanzi tutto della costruzione (1848) della nuova facciata in stile neoclassico con imponenti colonne e statue di santi, che relega all'interno di un atrio la facciata rinascimentale. Inoltre, nel 1860, venne costruita in forme neogotiche la cappella del Rosario, sacrificando, all'esterno della chiesa, uno dei corridoi del chiostro quattrocentesco.
Variazioni all'area presbiterale sono intervenute nel 1981, dopo la riforma liturgica decretata dal Concilio Vaticano II. Per non alterare la precedente area presbiterale con il suo altare marmoreo, elevata rispetto al piano della navata, è stato avanzato nella navata stessa lo spazio per le celebrazioni liturgiche, dotandolo di un altare di estrema semplicità.

## Visita al duomo

### L'esterno

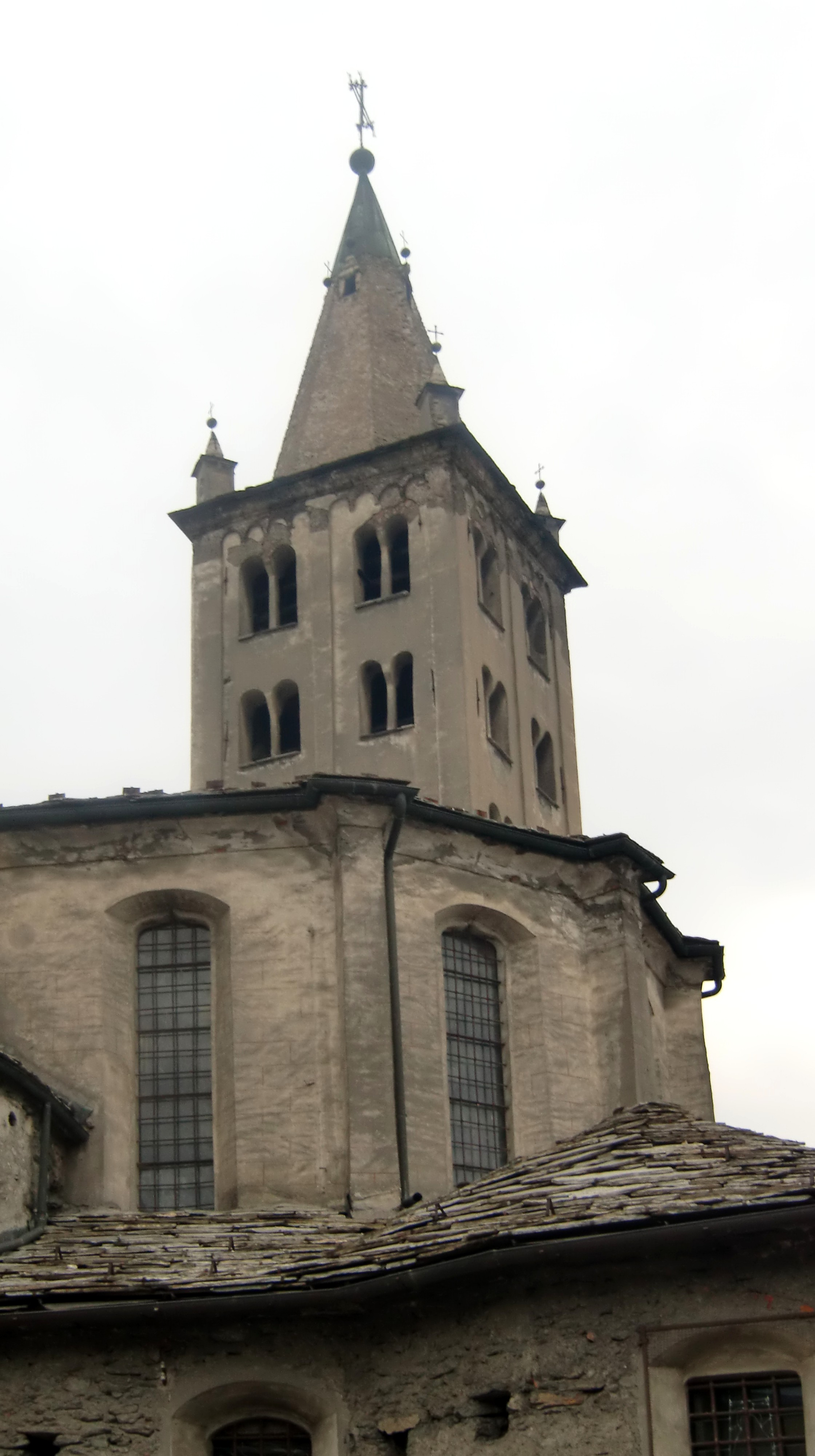
Campanile lato nord (XI secolo), abside e tetto del deambulatorio (XIII secolo)

Per guadagnare subito una qualche impressione su come poteva essere, nell'XI secolo, la basilica romanica, conviene percorrere la strada lungo il lato sud della chiesa. Oltre ad un muro di cinta si possono osservare i due possenti campanili, alti più di 60 metri; sono la struttura più alta di tutta la città di Aosta e di tutta la regione Valle d'Aosta, e sono poste a fianco dell'abside (che ci appare con i suoi alti finestroni strombati, frutto della ristrutturazione del XIII secolo); al di sotto si intravede il tetto del deambulatorio.
Il campanile sul lato sud (che vediamo più da vicino) mostra nei piani inferiori l'apertura di semplici strette monofore; mentre al di sopra di una fila di archetti pensili, s'innalzano altri due piani della torre sui quali si aprono larghe bifore sovrapposte. Il campanile sul lato nord ci appare più elegante e frutto di una esecuzione più accurata. Una lesena centrale percorre interamente ciascuna delle sue pareti, e nei quattro piani più alti essa dà luogo a specchiature nelle quali si aprono coppie di bifore affiancate tra loro.
Dopo aver dato uno sguardo alla facciata neoclassica (e riconosciuto su di essa le statue dei santi cari alla devozione aostana), merita soffermare l'attenzione sulla vecchia facciata rinascimentale all'interno dell'atrio, opera ritornata all'eloquenza delle sue forme e dei suoi colori dopo un recente restauro.
La facciata colpisce l'attenzione del visitatore per la ricchezza della policromia e per l'abbinamento di affreschi, gruppi in terracotta ed un variegato repertorio decorativo di gusto tipicamente rinascimentale. L'intero programma iconografico e decorativo si dispone sapientemente nelle trame di una struttura architettonica formata da due alte colonne che inquadrano il portale centrale e la lunetta che lo sormonta; esse reggono un arco poggiante su una elegante trabeazione, sormontato a sua volta da un timpano.

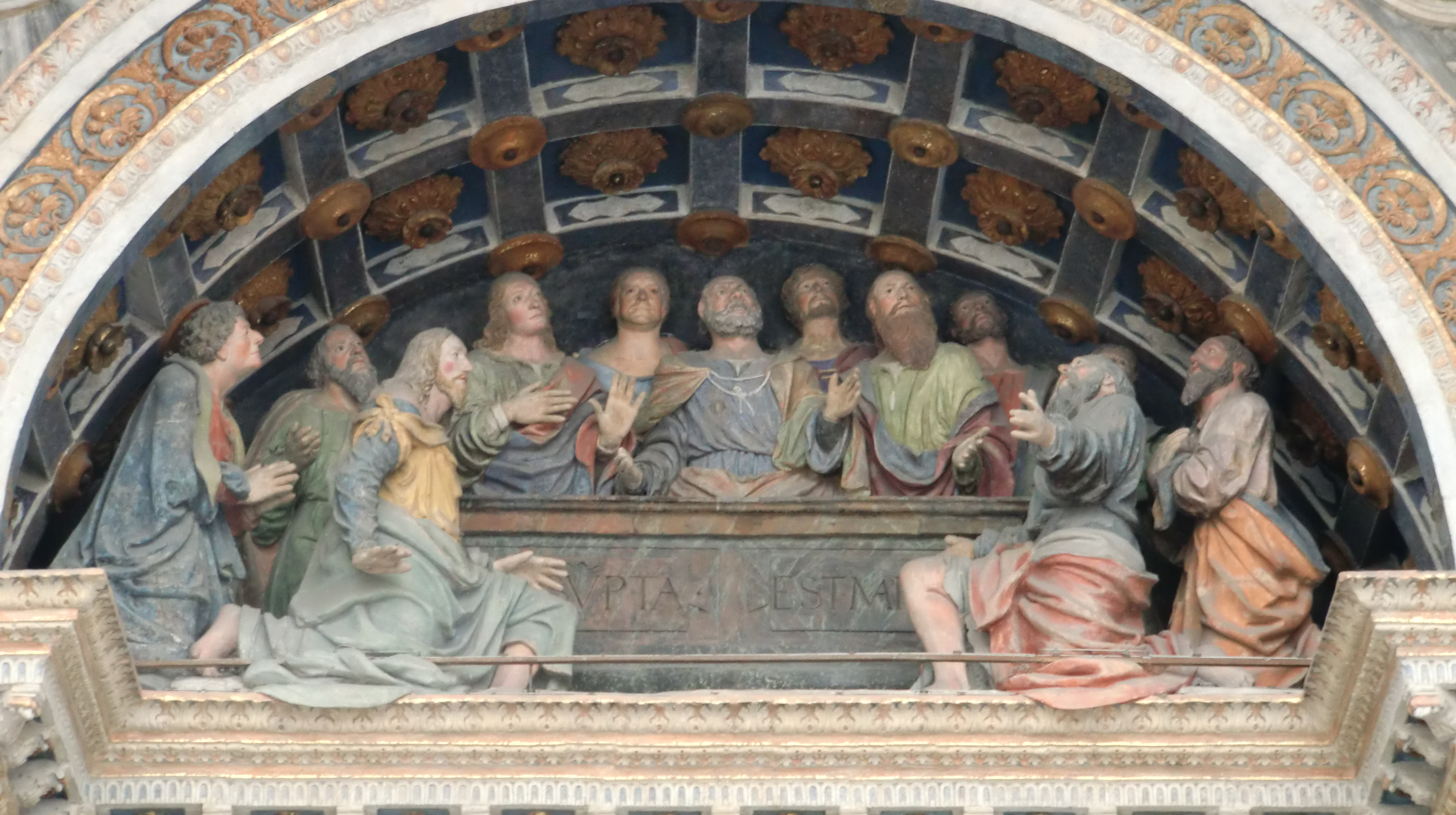
Facciata rinascimentale, Assunzione della Vergine, terracotta, 1522-26

Gli affreschi che impreziosiscono la facciata sono dedicati a tre episodi della vita della Vergine e dell'infanzia di Gesù; da destra a sinistra, in corrispondenza ai tre portali troviamo le scene della Annunciazione, della Natività (posta nella lunetta sopra il portale) e della Presentazione di Gesù al Tempio. Sopra la trabeazione, all'interno dell'arco, trova posto un gruppo plastico con figure a grandezza naturale che sembrano ispirati dalla tradizione piemontese e lombarda dei Sacri Monti: si tratta degli Apostoli che guardano attoniti verso l'Assunzione della Vergine. La raffigurazione dell'Assunzione si completa infatti con le figure, sempre in terracotta, della Vergine sorretta da due angeli che trovano posto nel timpano. Nel grandioso sottarco dell'atrio sono affrescati otto schiere di Angeli musicanti, pronti ad accogliere la Vergine (si ricordi che la cattedrale è dedicata a Maria Assunta). Il complesso programma decorativo si sviluppa ulteriormente attraverso quattro Busti di Profeti in terracotta (due nelle lunette sopra i portali laterali, due in altre lunette poste al di sopra delle finestre della facciata); si osservano poi sulla trabeazione i busti clipeati di San Giovanni Battista, San Grato e San Giocondo. La decorazione si completa con fasce a rosette nei sottarchi, formelle con candelabre e con testine di angelo, fasce con delfini ed altri elementi ispirati alla cultura delle grottesche.
L'identità del pittore e del plasticatore che hanno realizzato l'apparato decorativo sono ignote. Riguardo agli affreschi Giovanni Romano ha sottolineato come essi possano ritenersi "opera di un Maestro di formazione spanzottiana, ma già toccato anche da Gaudenzio". Allo stesso Maestro è attribuito, all'interno della cattedrale, l'affresco dell'altare di Santa Lucia ed anche la tela con la Vita di San Grato posta oggi all'inizio del deambulatorio, al termine della navata sud.

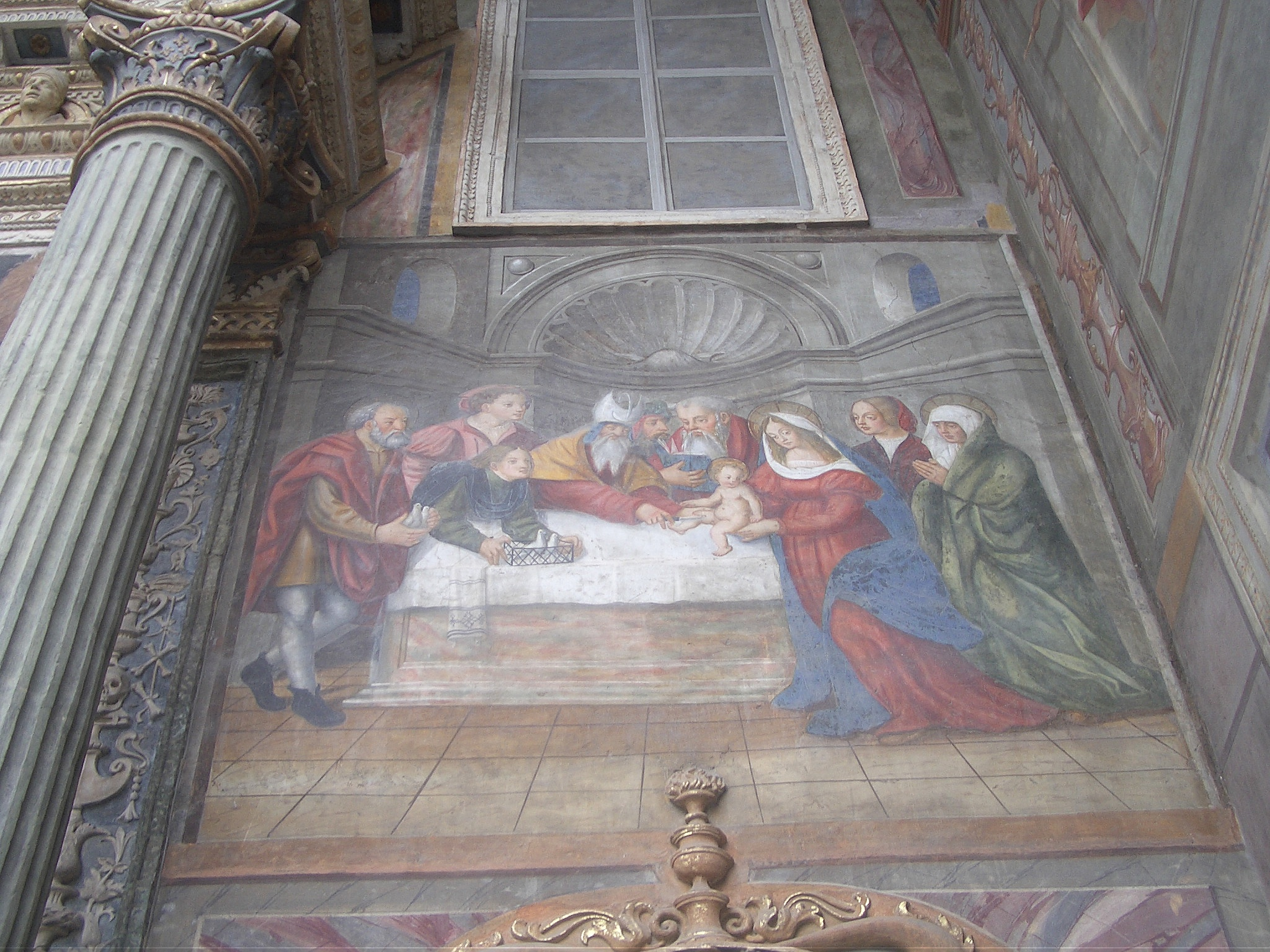
Facciata, Presentazione di Gesù al Tempio, affresco, 1522-26
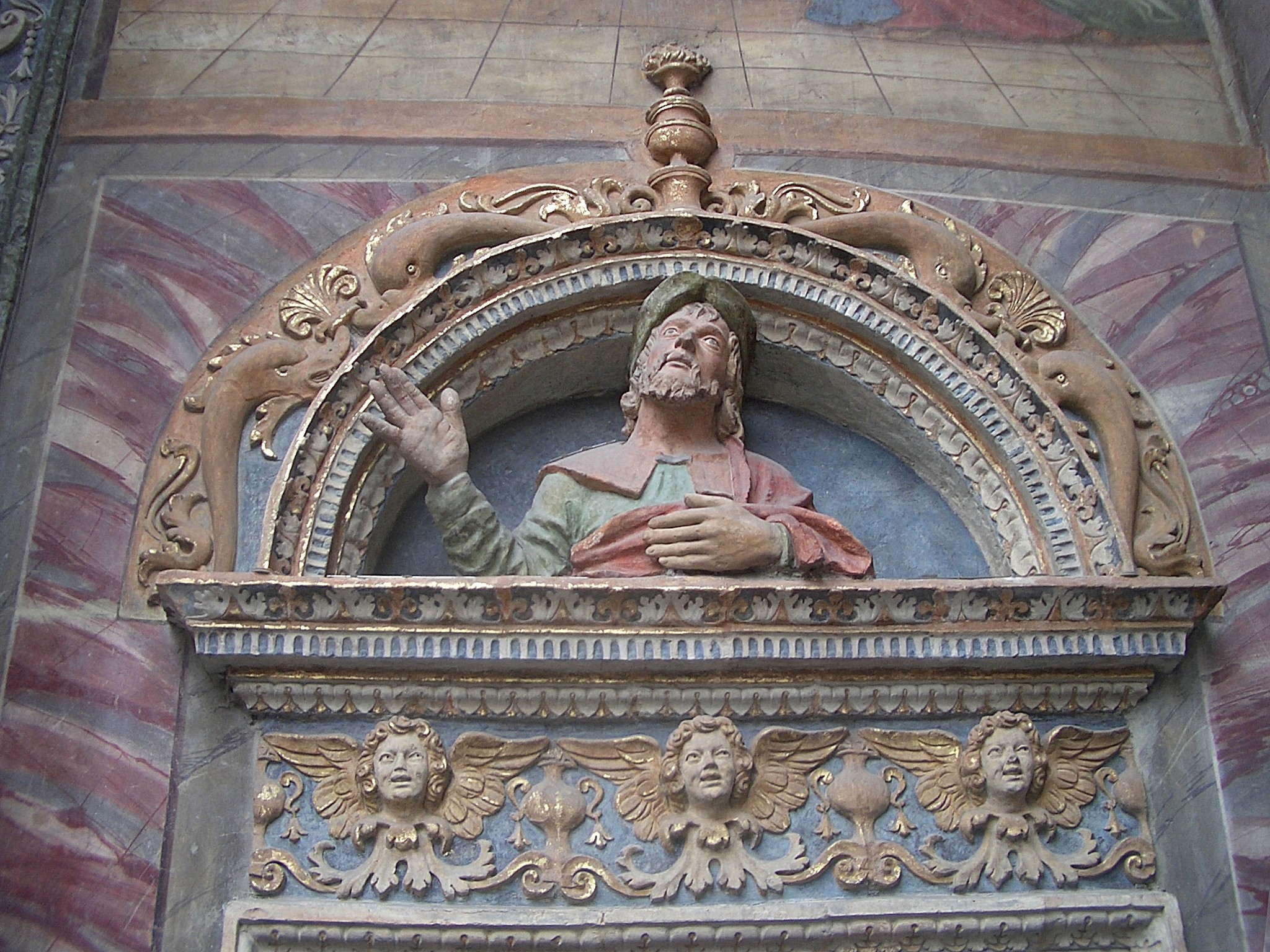
Facciata, Busto di Profeta, terracotta, 1522-26
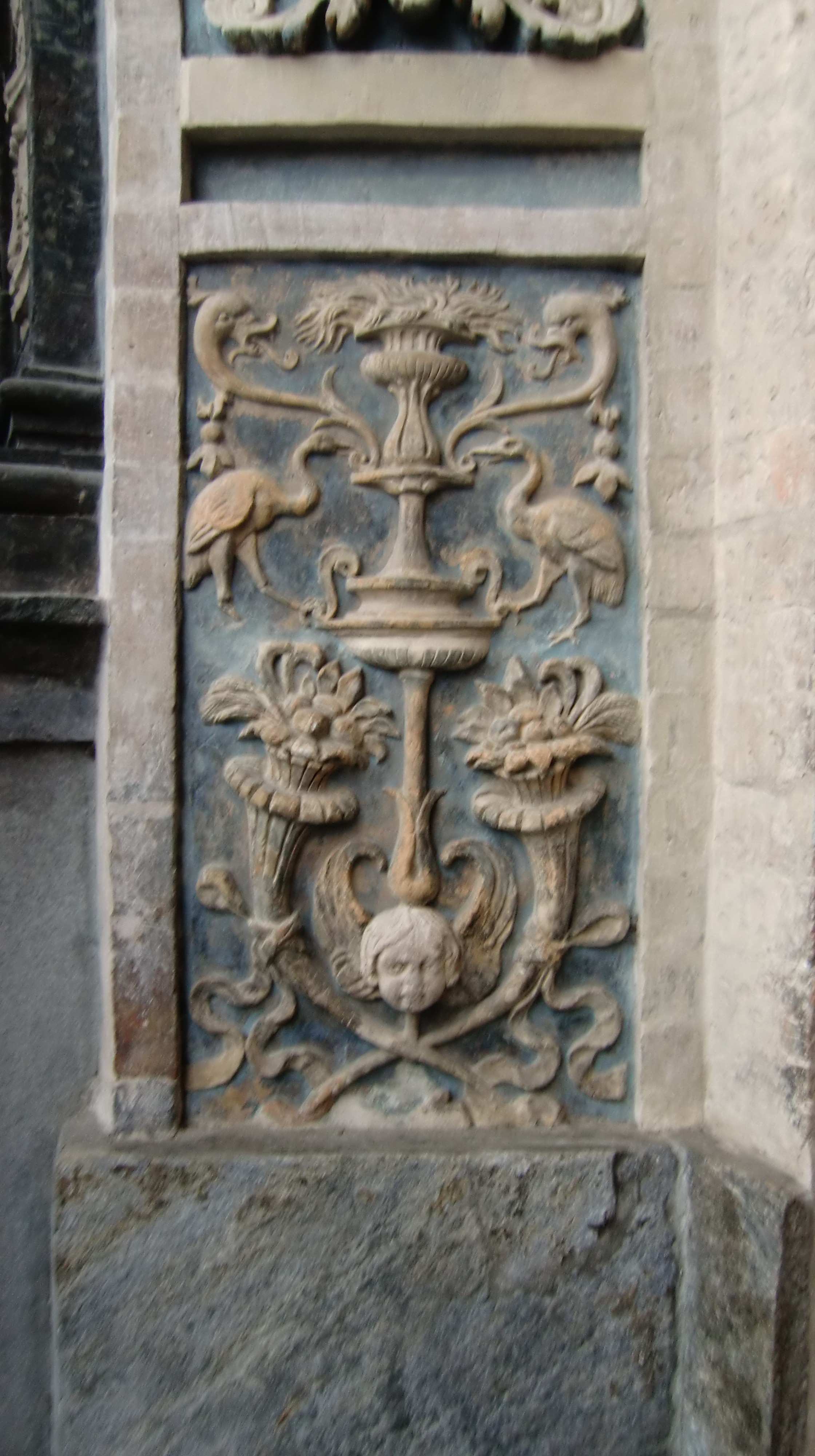
Facciata, formella con decorazione a grottesca

### L'interno

#### Le volte, lamagnam cruceme le vetrate

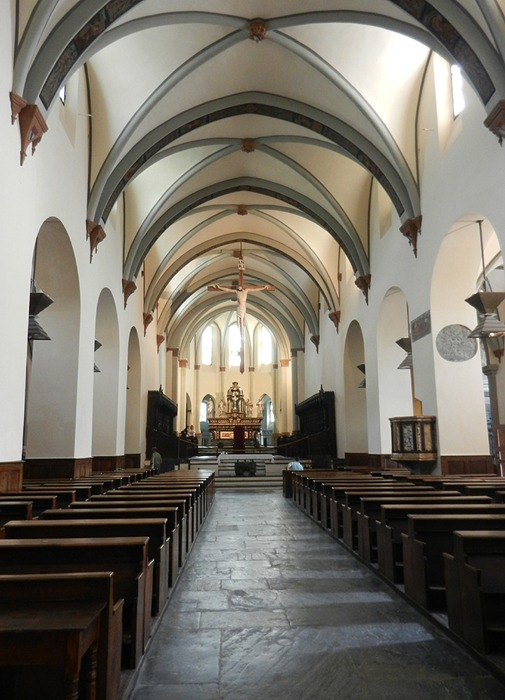
L'interno

Entrato nella cattedrale, il visitatore è subito colpito dalla presenza nella navata centrale del grande crocifisso in legno dipinto, sospeso in alto tra la volta ed il presbiterio. Si tratta della magnam crucem commissionata nel 1397 dal vescovo Jacques Ferrandin ad uno scultore di area svizzero-tedesca (forse Lucerna) che operò per un qualche tempo in Valle d'Aosta. Esso dovette suscitare grande impressione per il volto espressivo del Cristo e per il copioso fiotto di sangue che schizza fuori dal costato, al punto da diventare modello per altre Crocifissioni presenti nelle chiese valdostane.

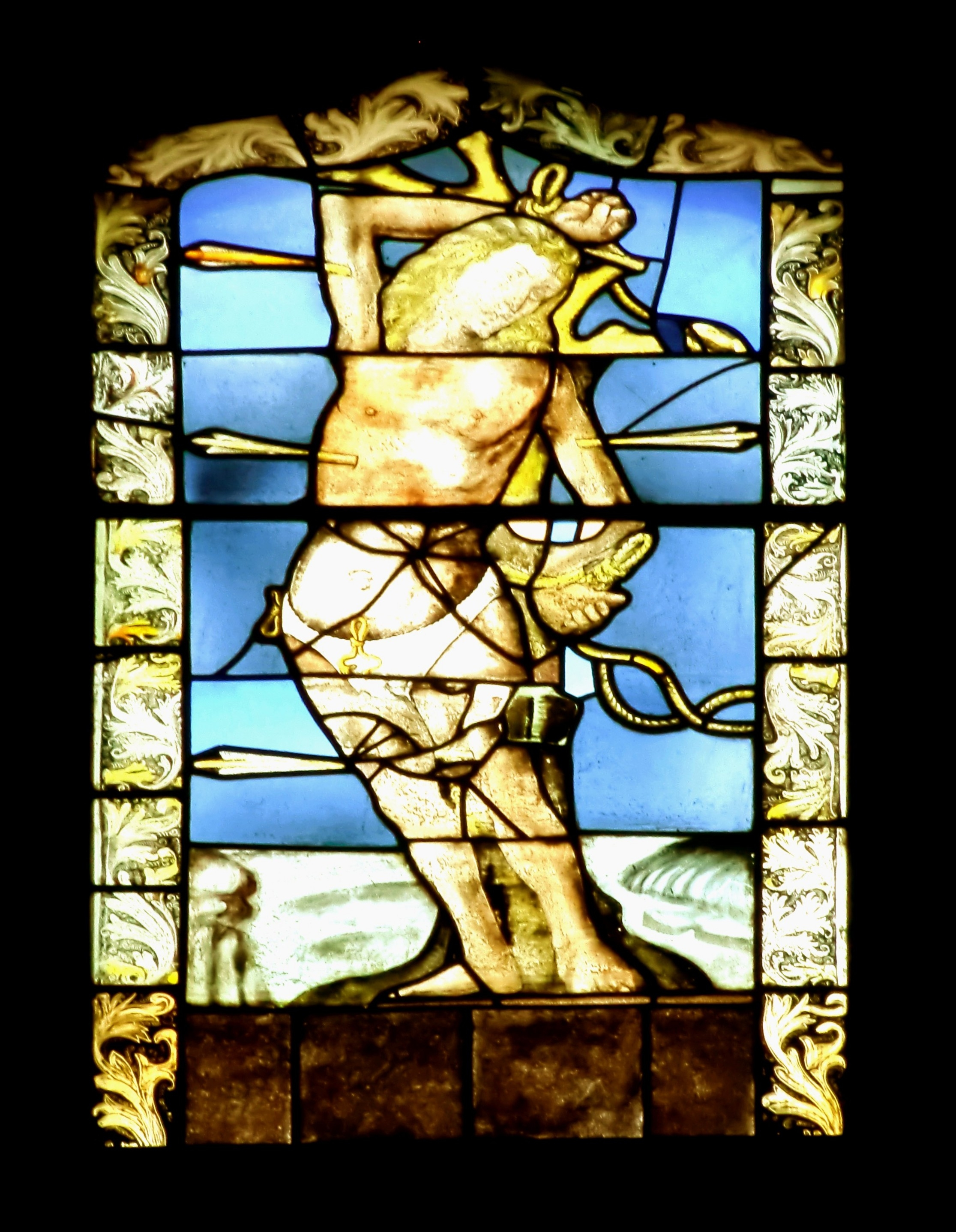
Pierre Vaser (?), Vetrata con San Sebastiano, fine XV secolo

Il crocifisso si staglia contro le volte a crociera della navata e del coro fatte realizzare dal vescovo François de Prez e da Giorgio di Challant. Con la loro forma leggermente ogivale e con la trama dei costoloni dipinti, esse segnano suggestivamente lo spazio della chiesa.
Sempre volgendo lo sguardo verso l'alto, il visitatore è colpito dai colori delle vetrate della navata centrale, opera di notevole qualità artistica realizzata (assieme alle vetrate del deambulatorio) tra la fine del Quattrocento ed il 1523 circa Esse mostrano una Natività, una Crocifissione e soprattutto immagini di santi: molto belle quelle di San Sebastiano e San Martino, ed è interessante in questo repertorio è la raffigurazione di Tommaso Becket. Il disegno e la gamma cromatica delle vetrate richiamano alla mente altre vetrate altrettanto belle realizzate in Valle d'Aosta, quelle presenti nella Collegiata di Sant'Orso e quelle provenienti da Castello di Issogne (e conservate ora al Museo Civico di Torino). Si può ipotizzare che gli autori siano quei magistri verreriarum chiamati da Giorgio di Challant a realizzare le opere citate, segnatamente Jean Baudichon e, più verosimilmente, Pierre Vaser (successore di Baudichon).

#### Gli affreschi del Cinquecento
Subito dopo l'ingresso nella cattedrale, sulla destra verso la controfacciata è posta la cappella dei baroni di Cly (circa 1576), recentemente restaurata. Essa mostra una decorazione di gusto manieristico con la volta a crociera affrescata con le Storie della Maddalena: nelle vele della volta sono riconoscibili le scene di Gesù in casa di Simone fariseo, il martiro di Santa Taide, Maddalena penitente , Noli me tangere, Ascensione di Maria Maddalena. Nell'area funeraria della cappella è posta una Deposizione.
All'inizio della navata destra s'incontra l'altare di Santa Lucia, con un affresco raffigurante una Madonna col Bambino e San Giovannino tra i santi Pietro, Giovanni evangelista, Caterina e Lucia (1526 circa), opera dello stesso pittore di educazione spanzottiana che ha realizzato anche gli affreschi della facciata rinascimentale.
Al termine della stessa navata, appesa in alto, troviamo una grande tela attribuita ancora allo stesso ignoto artista degli affreschi della facciata; essa raffigura due episodi della Vita di San Grato che la tradizione vuole secondo vescovo di Aosta ed artefice del recupero della reliquia rappresentata dalla testa del Battista. Sulla sinistra si osserva San Grato, vestito da monaco agostiniano, che offre al papa il teschio del Battista; nella scena successiva, si vede ancora San Grato che offre al clero aostano la reliquia della mandibola del santo.

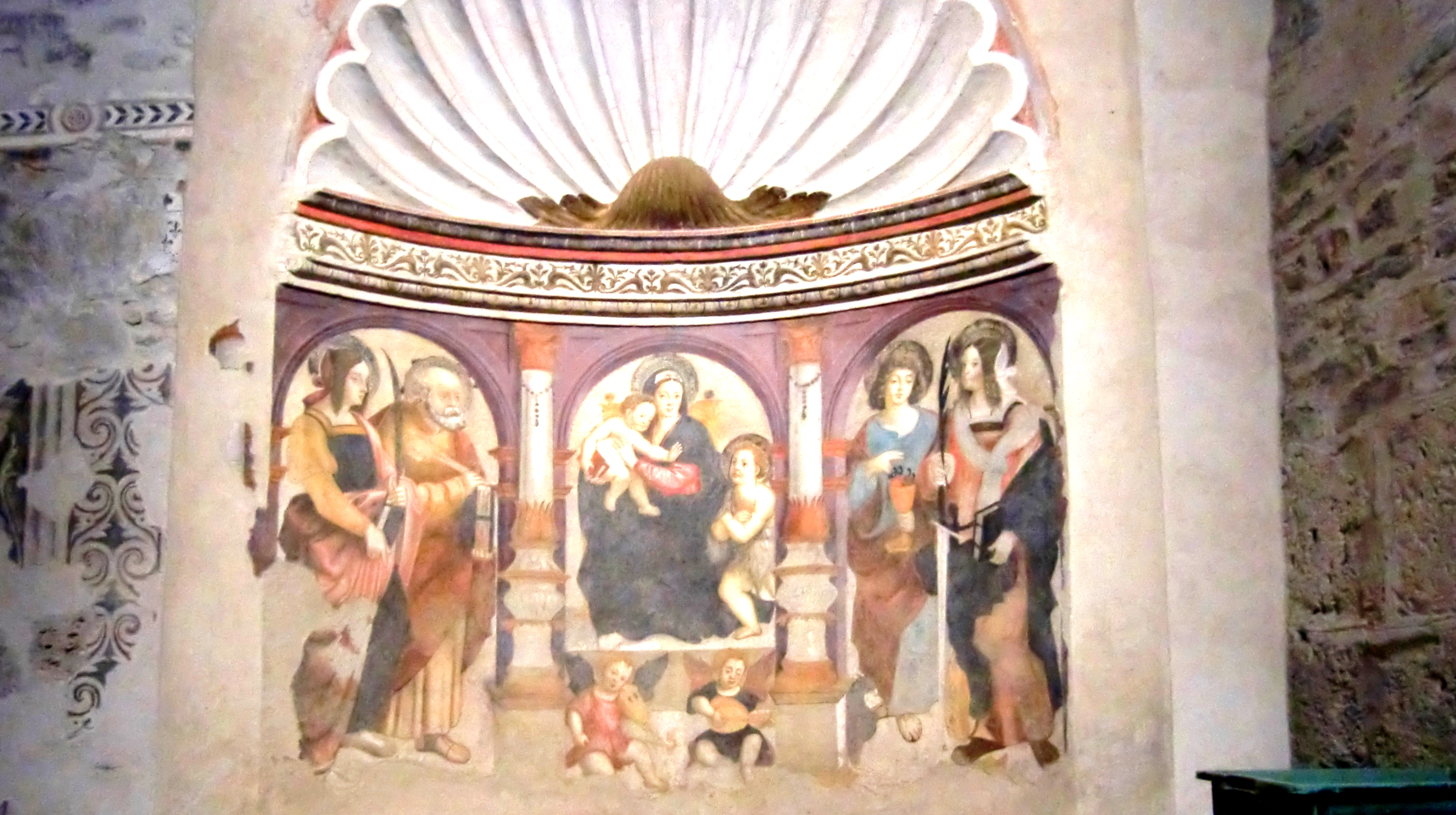
Affresco dell'altare di Santa Lucia, 1526 ca.
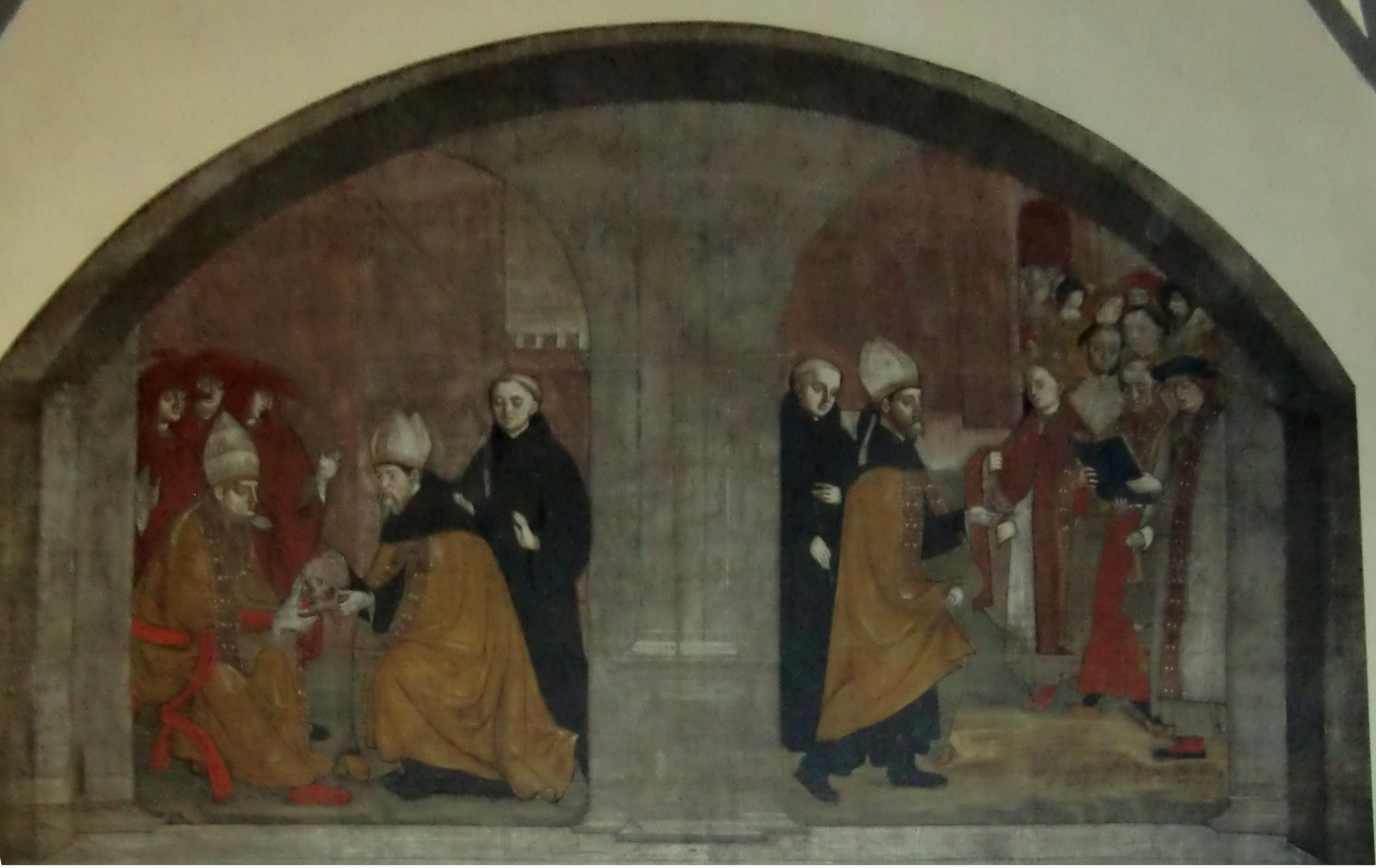
Tela con episodi della vita di San Grato, post 1527 - ante 1534
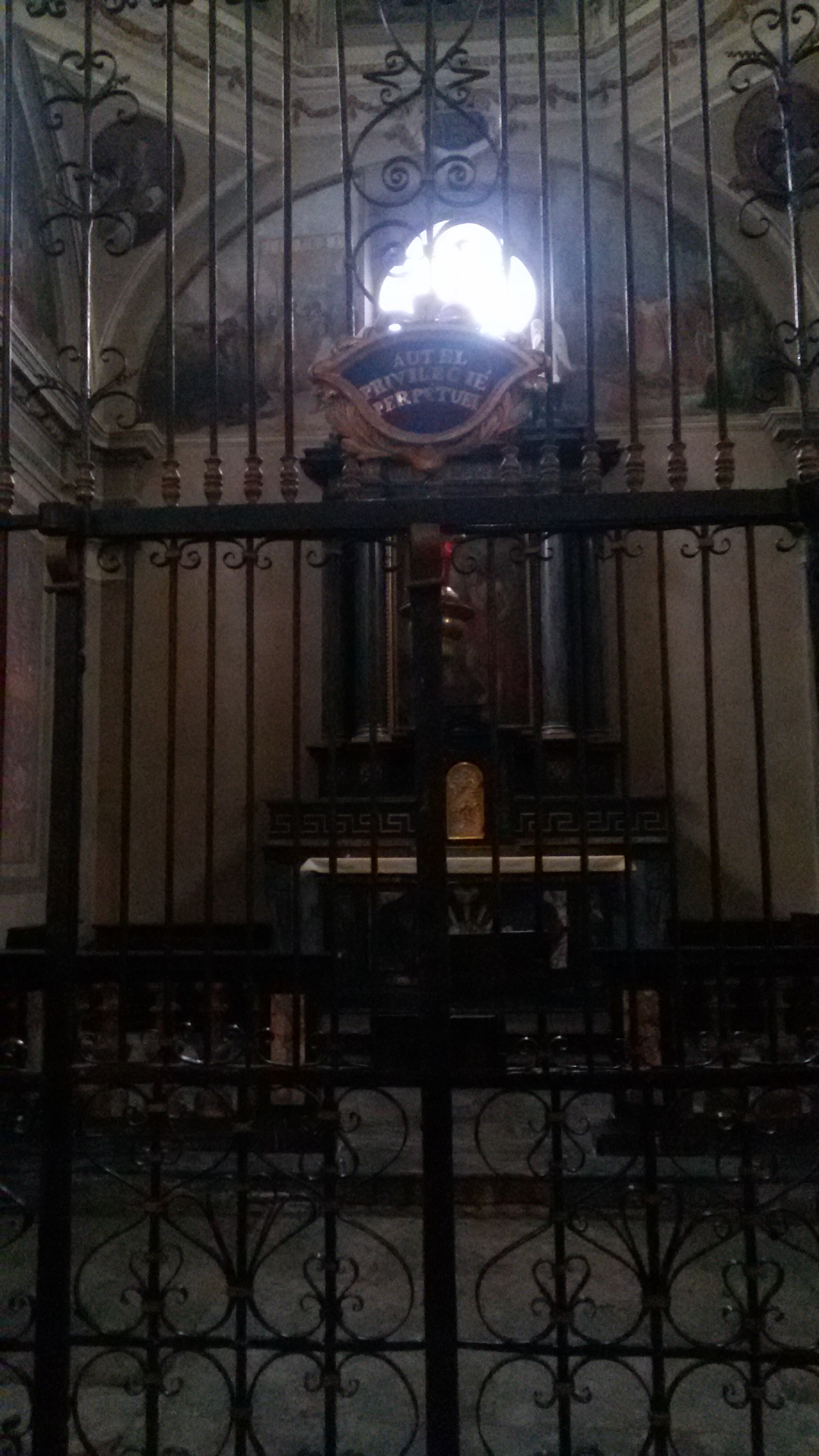
Una cappella
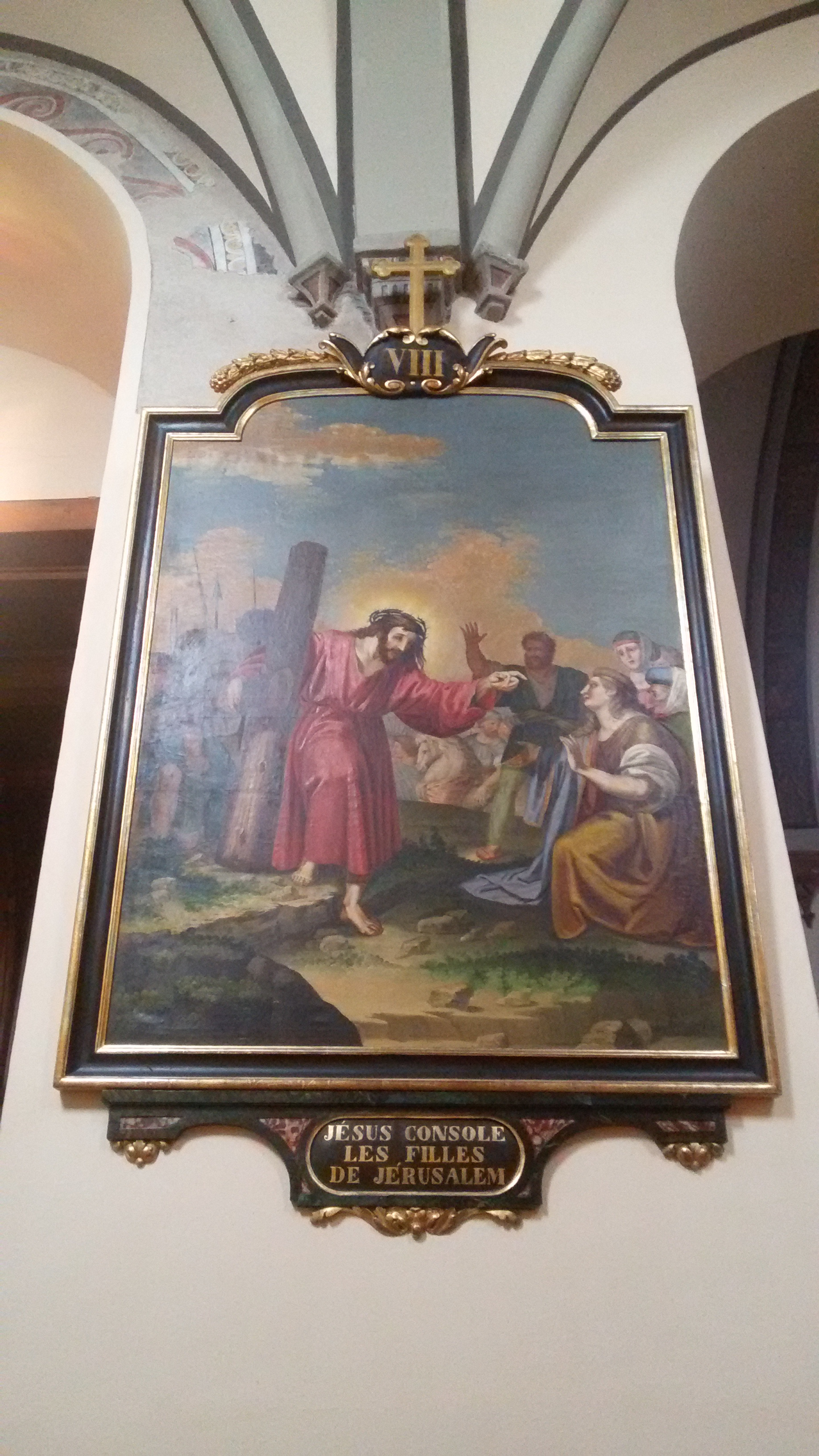
VIII stazione della Via Crucis. "Gesù incontra le pie donne".
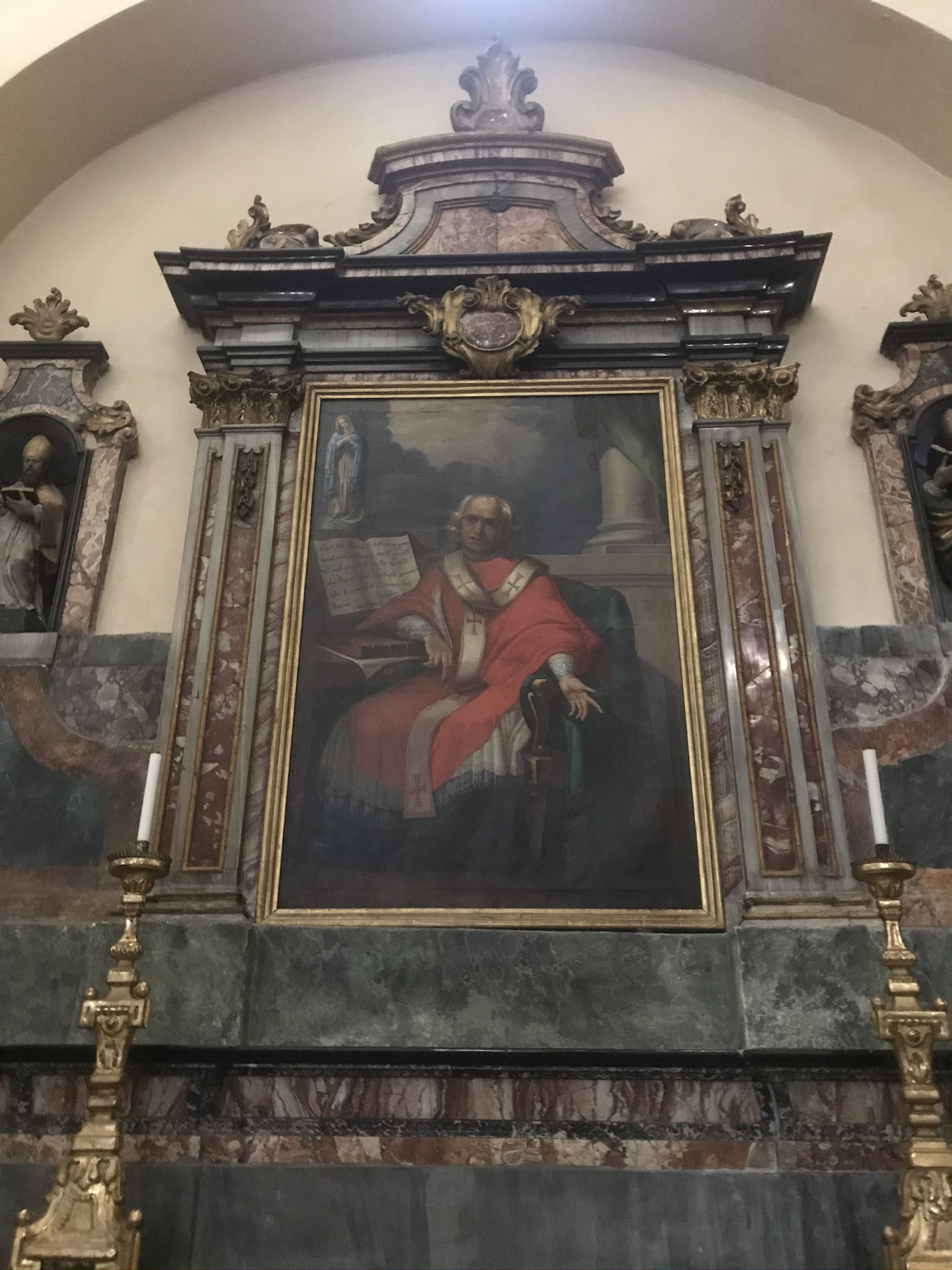
Anselmo d'Aosta
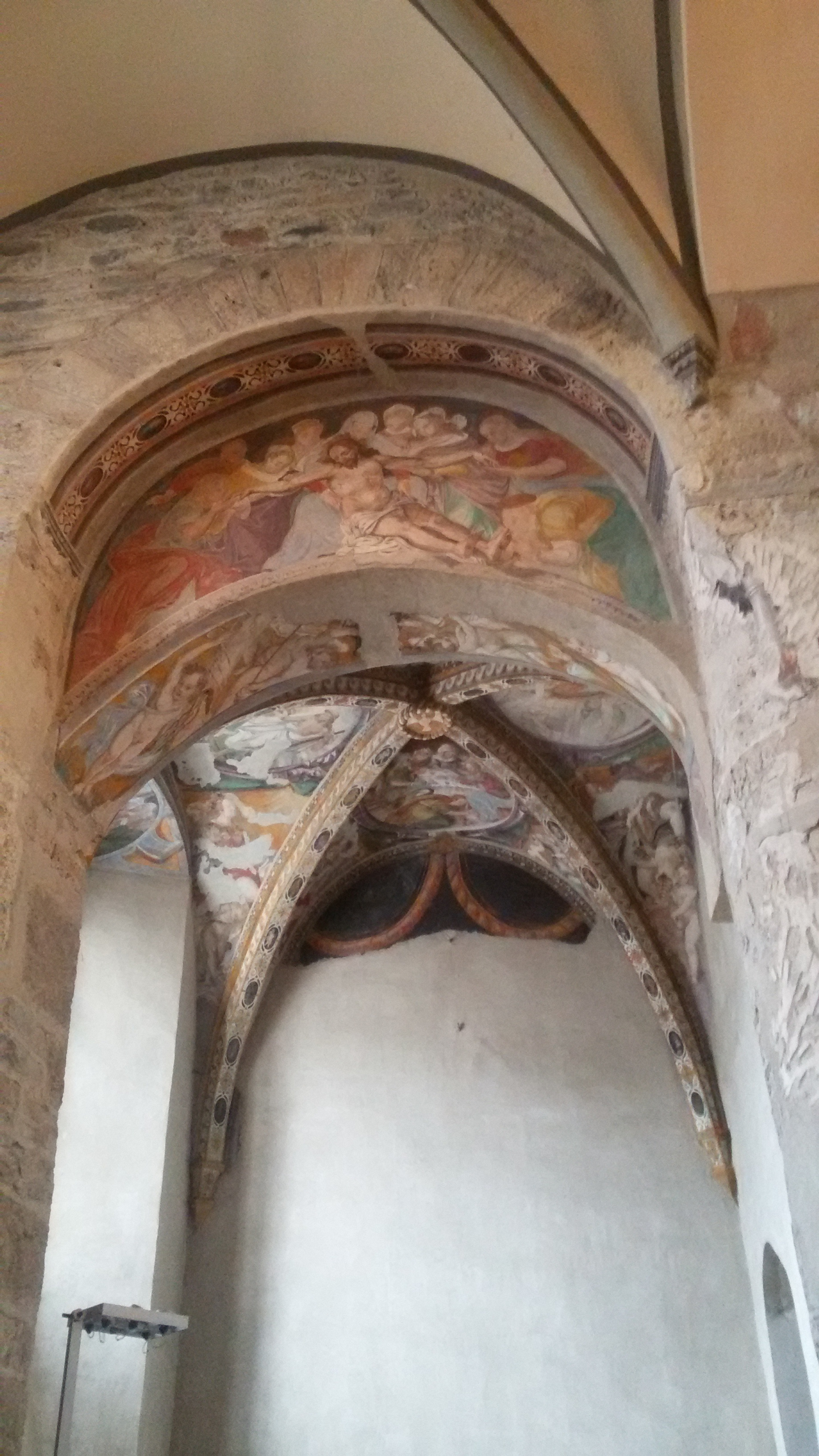
Affreschi ritrovati nella cappella dei signori di Cly

#### Gli organi a canne

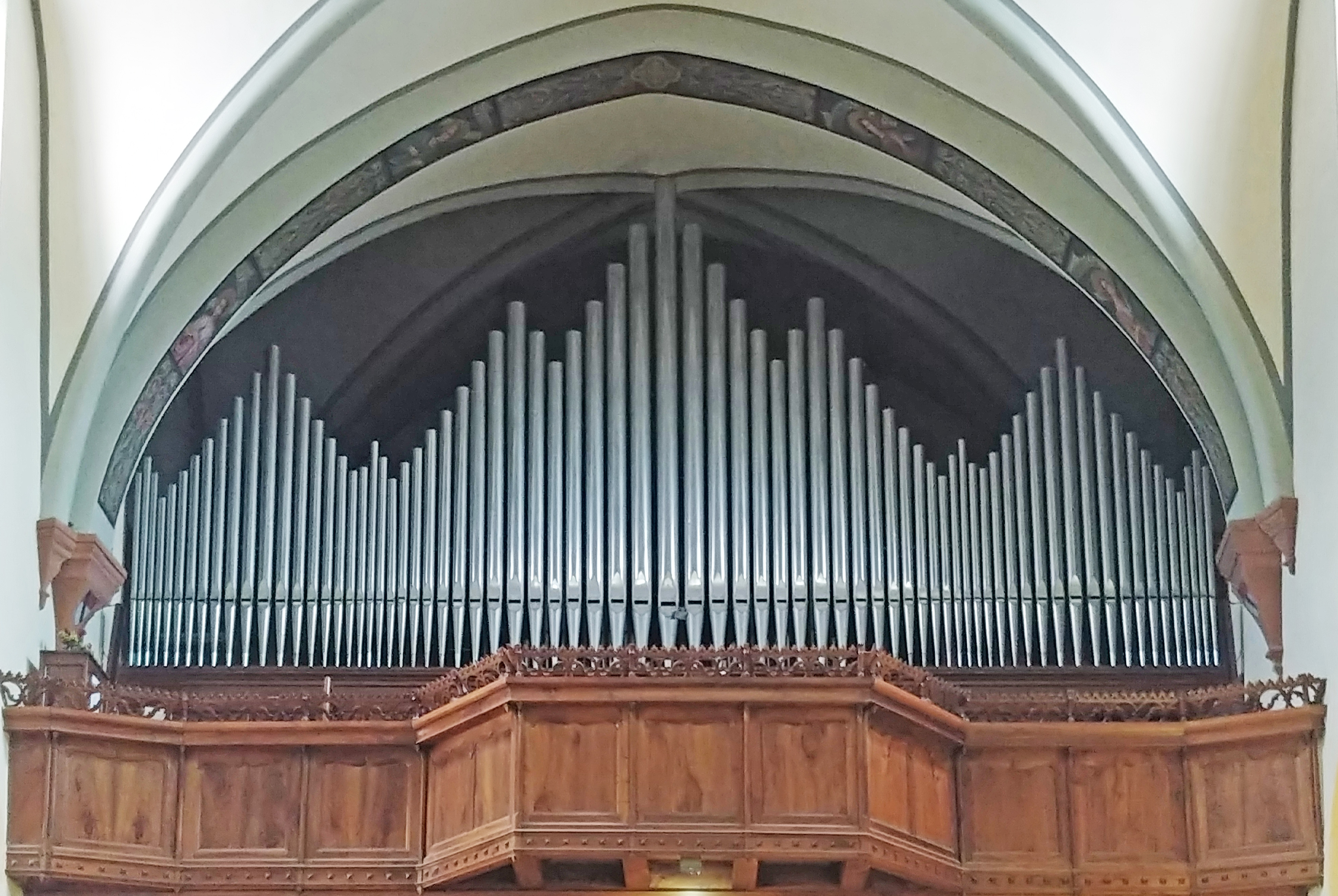
L'organo maggiore

Nella cattedrale si trovano due organi a canne.
Lo strumento principale è situato in controfacciata, sulla cantoria lignea; venne costruito da Carlo Vegezzi-Bossi nel 1902. Le imponenti misure dello strumento sono le seguenti: 7 metri di altezza, 9.96 metri di larghezza e 3 di profondità. La console, staccata dallo strumento e rivolta verso l'altare, dispone di tre tastiere di 58 tasti e una pedaliera diritta di 30 e comanda 43 registri per un totale di quasi 3000 canne. Lo strumento era al centro del Festival Internazionale di concerti per organo, conclusosi alla 47ª edizione. Il festival accoglieva ogni estate in città i più grandi organisti del panorama internazionale e richiamava gli appassionati di musica sacra da tutta Europa. Fra i grandi organisti che vi hanno partecipato figurano Fernando Germani, Daniel Chorzempa, Jean Guillou, Alessio Corti, Daniel Roth, Lionel Rogg, Marie-Claire Alain, Montserrat Torrent, Pierre Pincemaille, Naji hakim, Massimo Nosetti, Yanka Hekimova. L'ultima edizione del festival si è svolta nel 2012.
Il vescovo di Aosta Franco Lovignana ha fondato nel 2014 la Cappella Musicale di Sant'Anselmo della Cattedrale di Aosta. Statuto e nomine sono disponibili sul sito della Cattedrale di Aosta nella sezione dedicata alla Schola Cantorum Archiviato il 13 settembre 2014 in Internet Archive.
Nell'abside, a pavimento, vi è un organo positivo della ditta Pinchi; a trasmissione meccanica, ha 3 registri su un unico manuale, senza pedaliera.

#### La cripta
Percorsa la navata destra, una scala consente di scendere nella cripta: è questa la parte più antica della cattedrale, testimonianza della "basilica anselmiana" che si è quasi integralmente conservata. In quest'aula sotterranea di 16,3 x 8,6 m, divisa in tre navatelle che terminano in altrettante absidiole allineate, il visitatore può muoversi osservando le volte a crociera e le colonne di diverse fogge e dimensioni che mettono in evidenza due diverse fasi costruttive: le quattro colonne più sottili sono quelle corrispondenti alla costruzione più antica, con capitelli del X secolo, le altre più massicce sono di epoca romana, utilizzate qui come materiale di reimpiego per prevenire ulteriori crolli della volta. Lapidi in pietra, sulle pareti della cripta, ne mostrano l'utilizzo come luogo di sepoltura dei vescovi.

#### Il coro e le sue opere d'arte

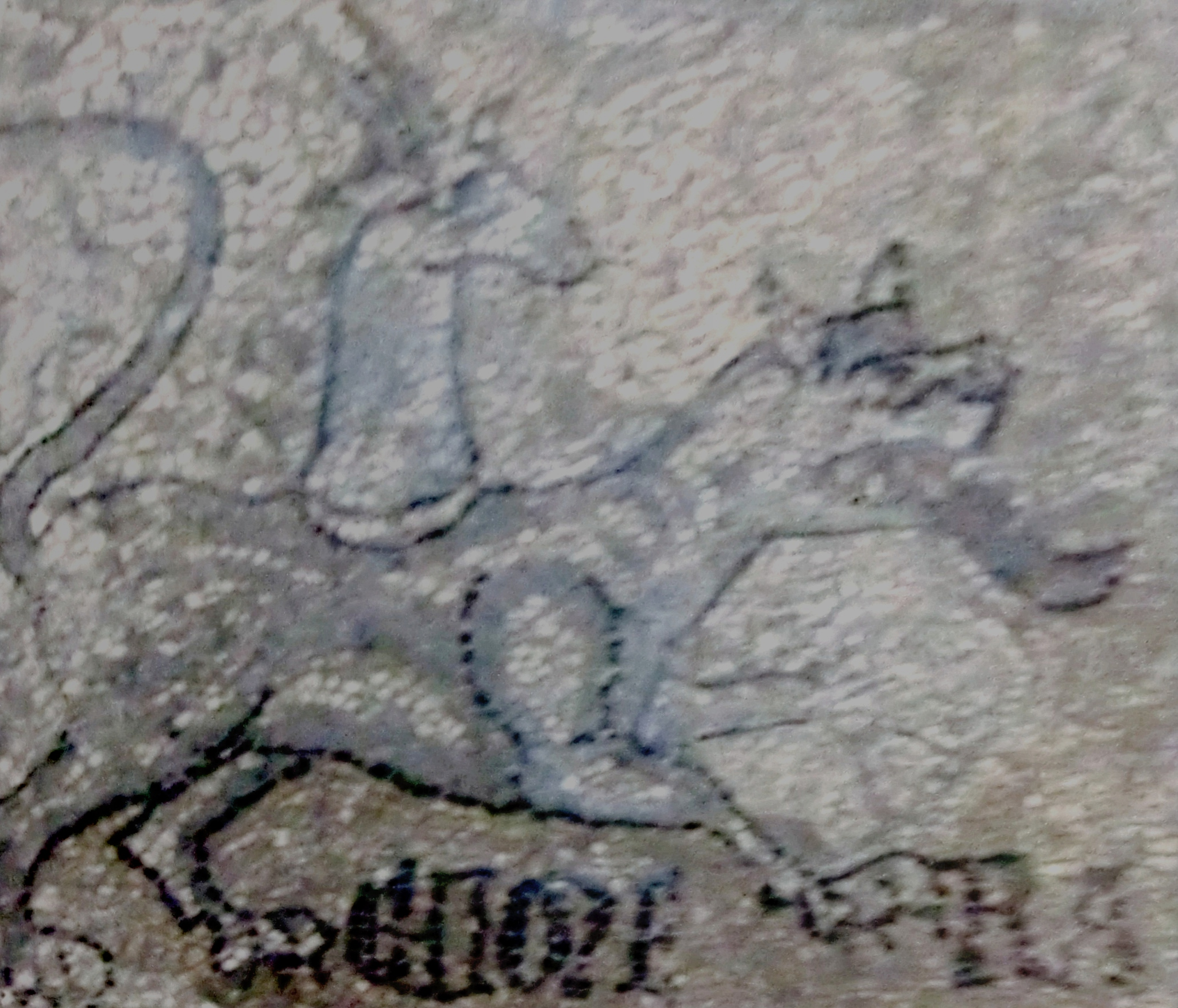
Mosaico del coro, particolare della Chimera (inizio del XIII secolo)

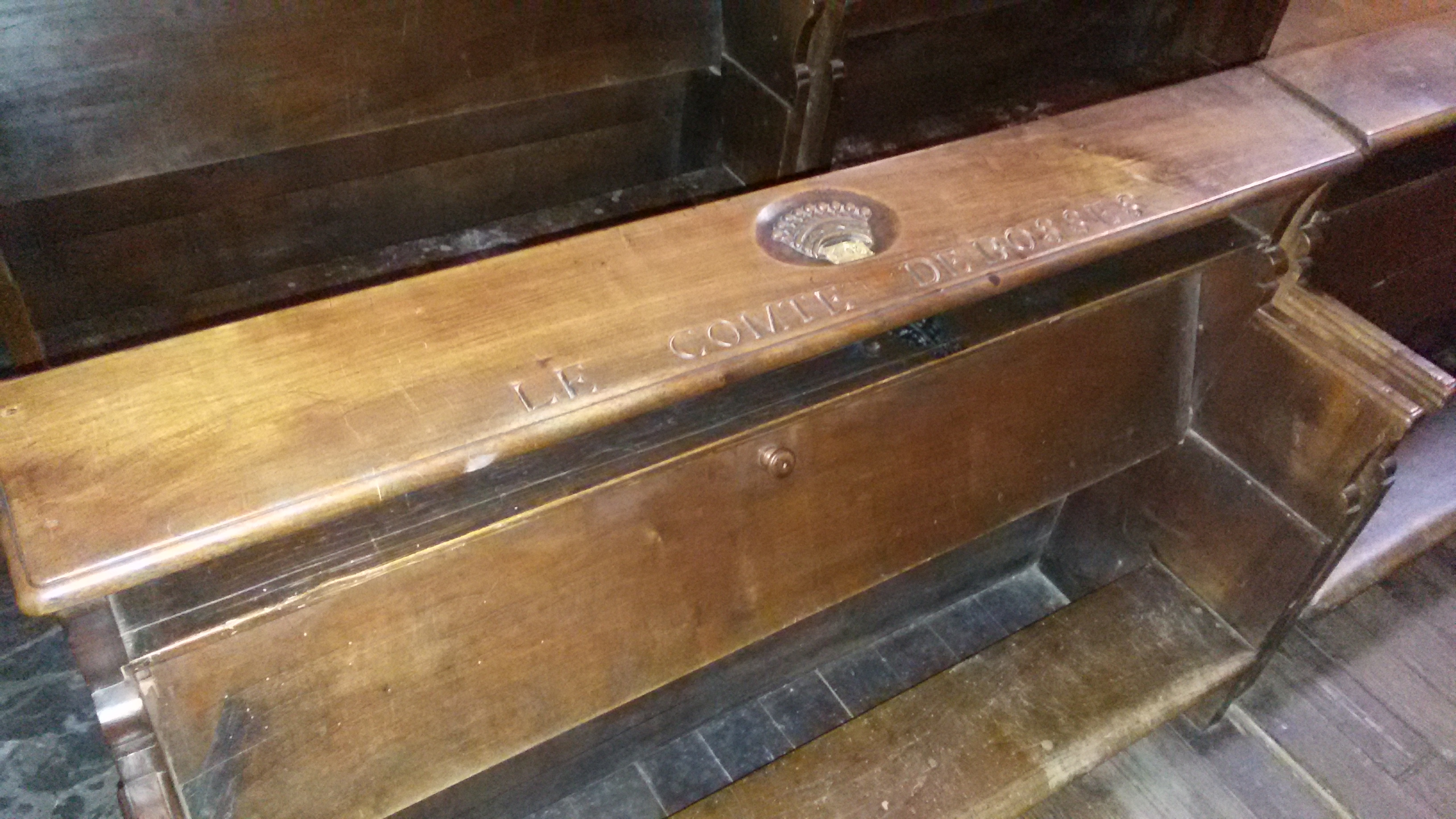
Il banco dei conti di Bosses.

Uscendo dalla cripta sul lato sinistro, si trova una scala che consente al visitatore di salire nell'area presbiteriale, ricca di opere di notevole pregio artistico a cominciare dai due mosaici del pavimento. Quello detto dell'Anno o del Ciclo dei mesi, posto nella parte più bassa del coro, è ritenuto più antico, databile verso la fine del XII secolo. Al centro del pavimento musivo è posta la figura del Cristo, Signore del tempo, che regge con una mano il sole e con l'altra la luna; in cerchio tutto intorno sono raffigurate, entro medaglioni, le personificazioni dei dodici mesi dell'anno, con riferimento soprattutto alle attività lavorative svolte. I motivi ornamentali presenti fanno somigliare il pavimento musivo a un tappeto; negli angoli di un motivo di forma rettangolare trovano posto le allegorie dei quattro fiumi del paradiso terrestre - Pison, Ghicon, Tigri, Eufrate - di cui parla la Genesi 2,11-14).
Il secondo mosaico, databile verso gli inizi del XIII secolo, è stato qui trasportato quando il coro occidentale in cui si trovava venne demolito. Esso raffigura una serie di animali reali e fantastici (una scritta didascalica è posta accanto alle figure della chimera e dell'elefante); sono presenti anche le allegorie di due dei quattro fiumi del paradiso terrestre (Tigri ed Eufrate). Altre raffigurazioni lasciano ancora maggior spazio al dispiegarsi dell'immaginazione fantastica; esse si collocano al centro del mosaico, all'interno di una complessa geometria di quadrati e di cerchi. Rispetto al primo mosaico, ad una scelta di temi volutamente più complessa, fa riscontro però una fattura meno pregevole.

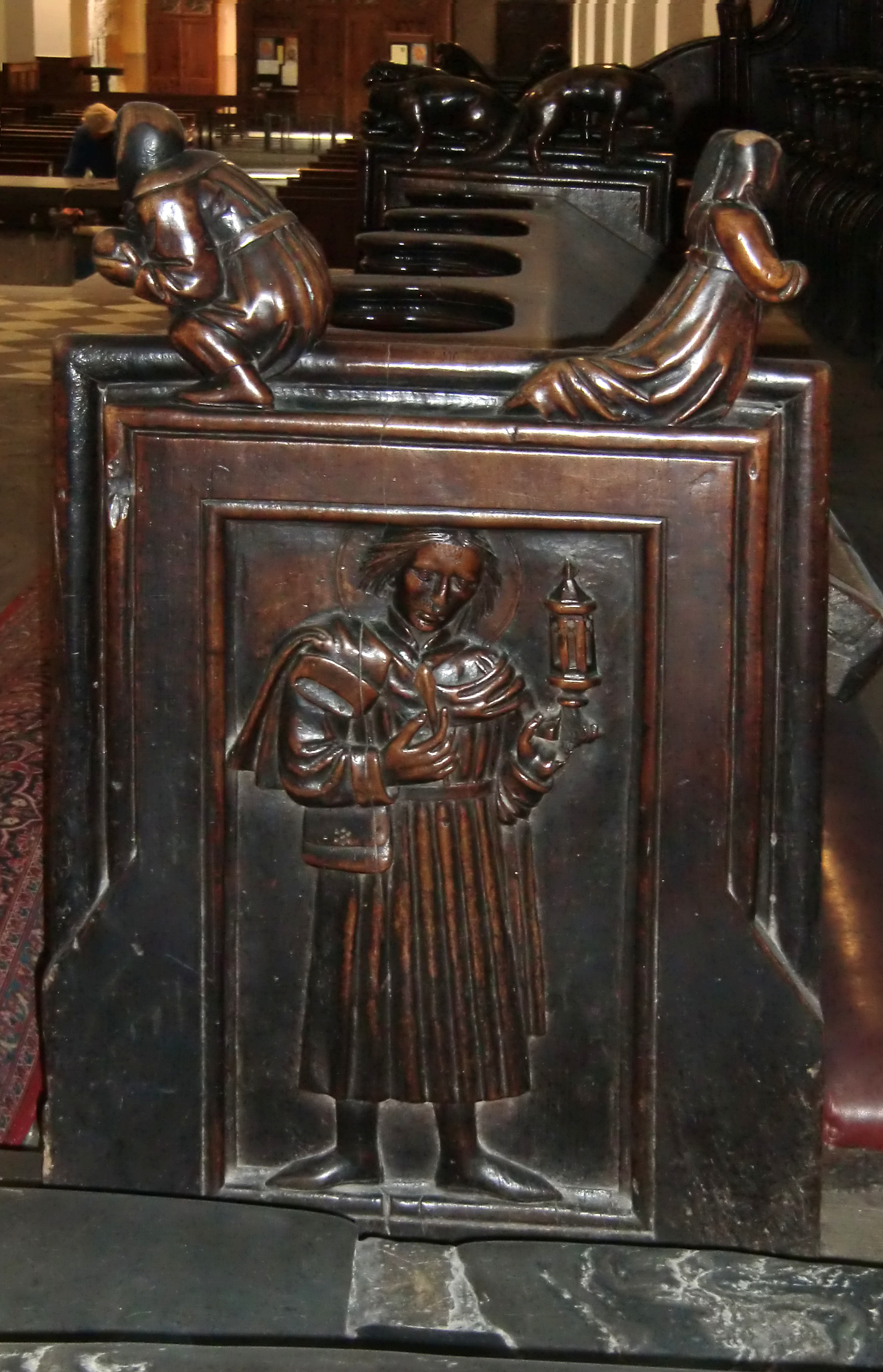
Particolare degli stalli del coro, 1469-70

Disposti lungo le pareti laterali del coro, attorno al mosaico dell'Anno, si osservano i magnifici stalli lignei voluti dal vescovo François de Prez e realizzati nella seconda metà del XV secolo da un cantiere di scultori in legno formato dal savoiardo Jean Vion de Samoëns e dal valdostano Jean de Chetro. Nei dossali degli stalli sono rappresentati i dodici apostoli alternati con altrettanti profeti (a simboleggiare la continuità tra Antico e Nuovo Testamento), ognuno regge un cartiglio con passi del Credo; nel cielo (la parte che sormonta i dossali) sono intagliati stemmi ed angeli musicanti. Gli ornamenti dei braccioli, i poggiamano e le "misericordie" (sostegni posti nella parte esterna dei sedili ai quali ci si può appoggiare quando il sedile è rialzato) costituiscono uno straordinario repertorio di figure fantastiche o grottesche, tipiche dell'iconografia tardo gotica.

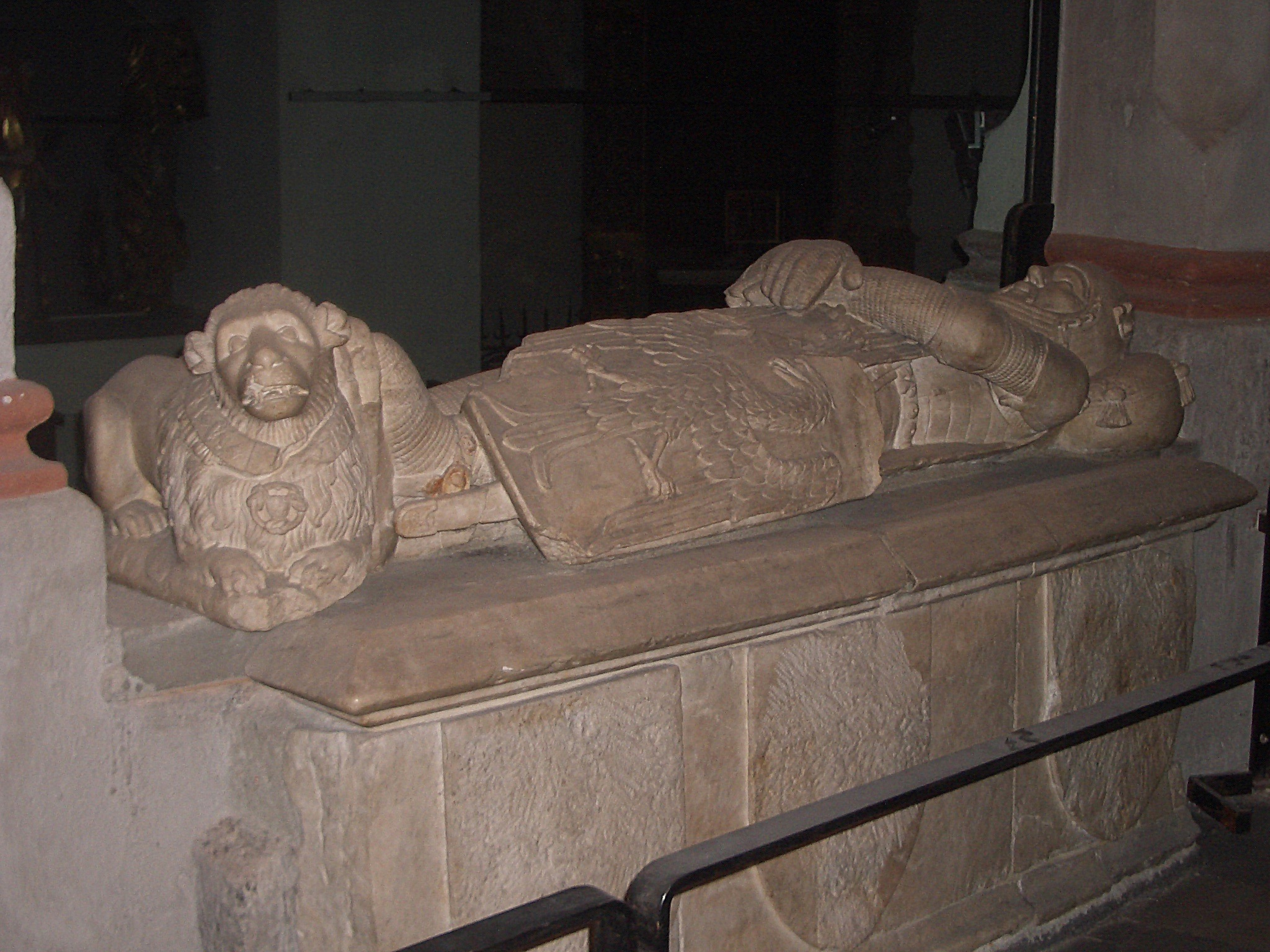
Stefano Mossettaz, monumento sepolcrale di Tommaso II di Savoia, 1430 ca.

Nella parte superiore del presbiterio, ai margini del deambulatorio, è posta un monumento sepolcrale in onore di Tommaso II di Savoia. Il gisant lo raffigura in armi, con corazza e scudo recanti il rilievo dell'aquila araldica; la testa del defunto poggia su un cuscino, mentre un leoncino (che porta un collare col motto dei Savoia, FERT) è accovacciato ai suoi piedi. Si ritiene il monumento sia stato commissionato da Amedeo VIII di Savoia (di cui è documentato il passaggio in città nel 1430) per rendere omaggio a Tommaso, suo antenato morto ad Aosta nel 1259 e sepolto in cattedrale.
L'autore dell'opera è, con tutta probabilità, Stefano Mossettaz scultore che tenne a lungo bottega in Aosta, e che dimostra qui di aver pienamente assimilato il linguaggio del gotico internazionale di marca franco – fiamminga, aggiornato sulle novità delle corti parigina e del Berry.

### Il chiostro
Dalla navata sinistra è possibile accedere al chiostro posto a ridosso della chiesa. Si tratta di un edificio a pianta trapezoidale fatto costruire dal vescovo Antoine de Prez e terminato nel 1460. Esso si presenta oggi gravemente mutilato, privo di gran parte del corridoio meridionale a causa della costruzione, nel 1860, della cappella del Rosario in stile neogotico. L'elemento di maggior interesse per il visitatore è dato dalla serie di capitelli in gesso cristallino: alcuni di essi sono decorati con motivi vegetali e figure di uomini e animali, altri recano scolpiti, in caratteri gotici, nomi di canonici o di altre persone che contribuirono all'edificazione.

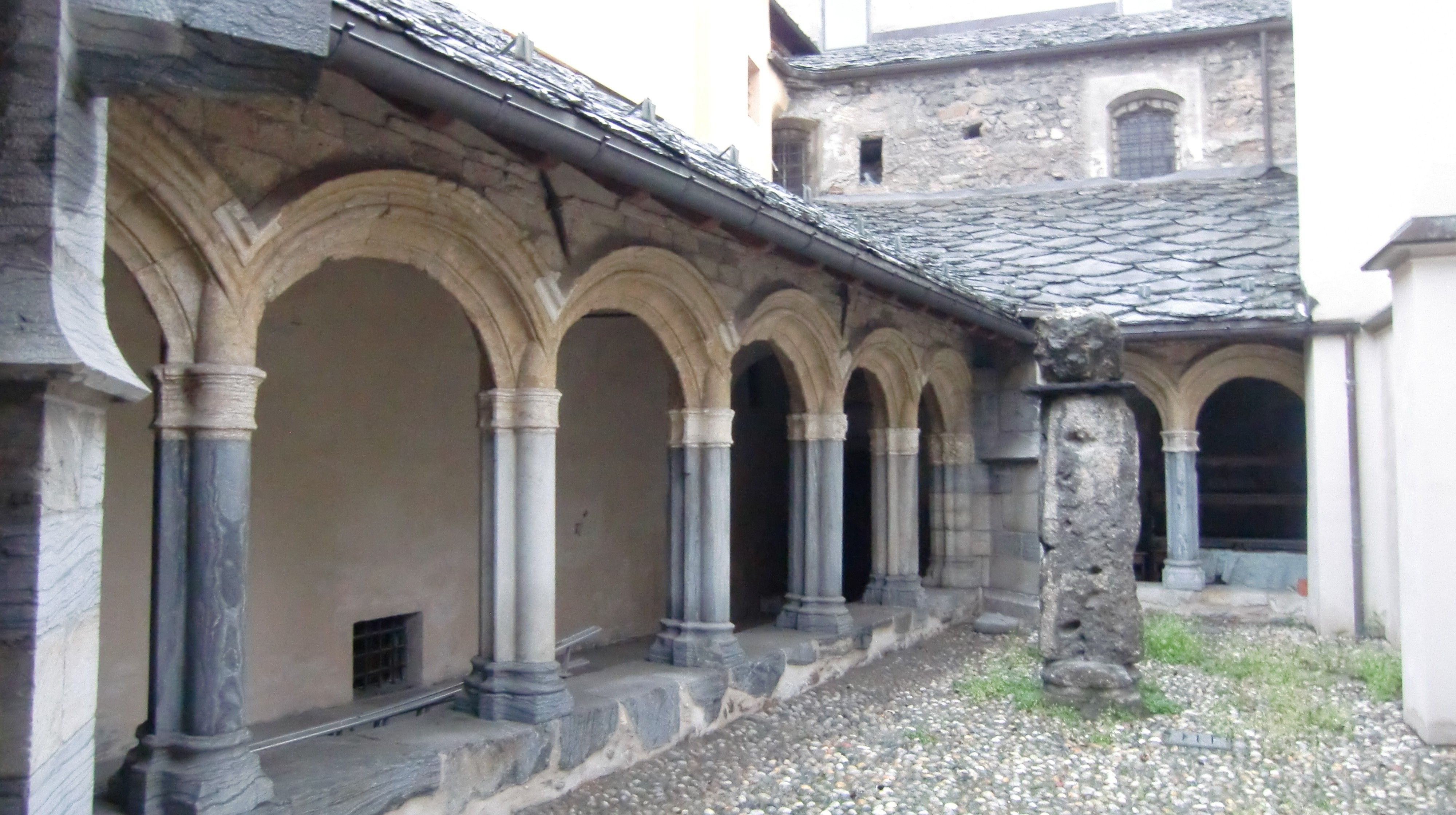
Immagine del chiostro
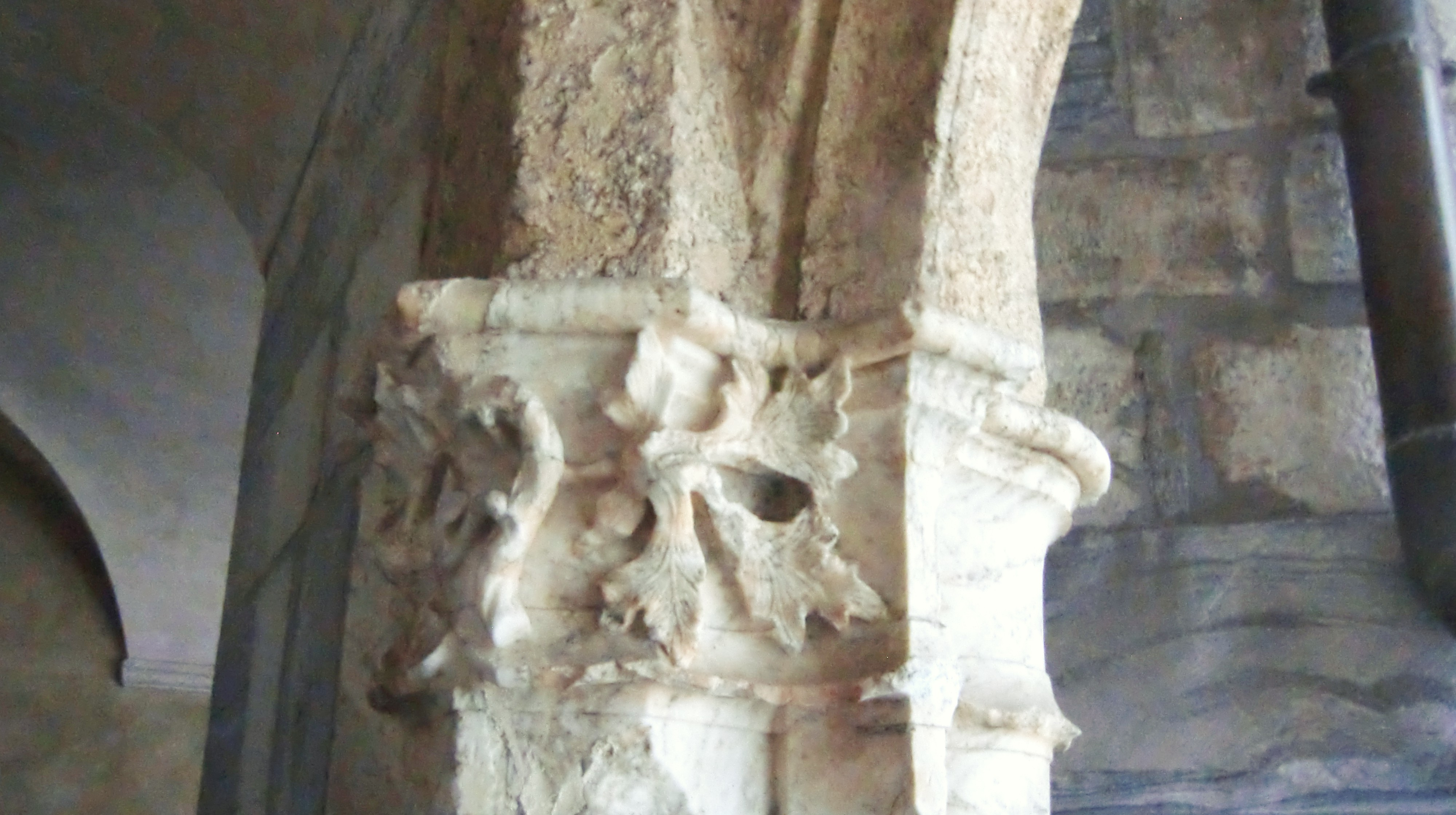
Capitello del chiostro
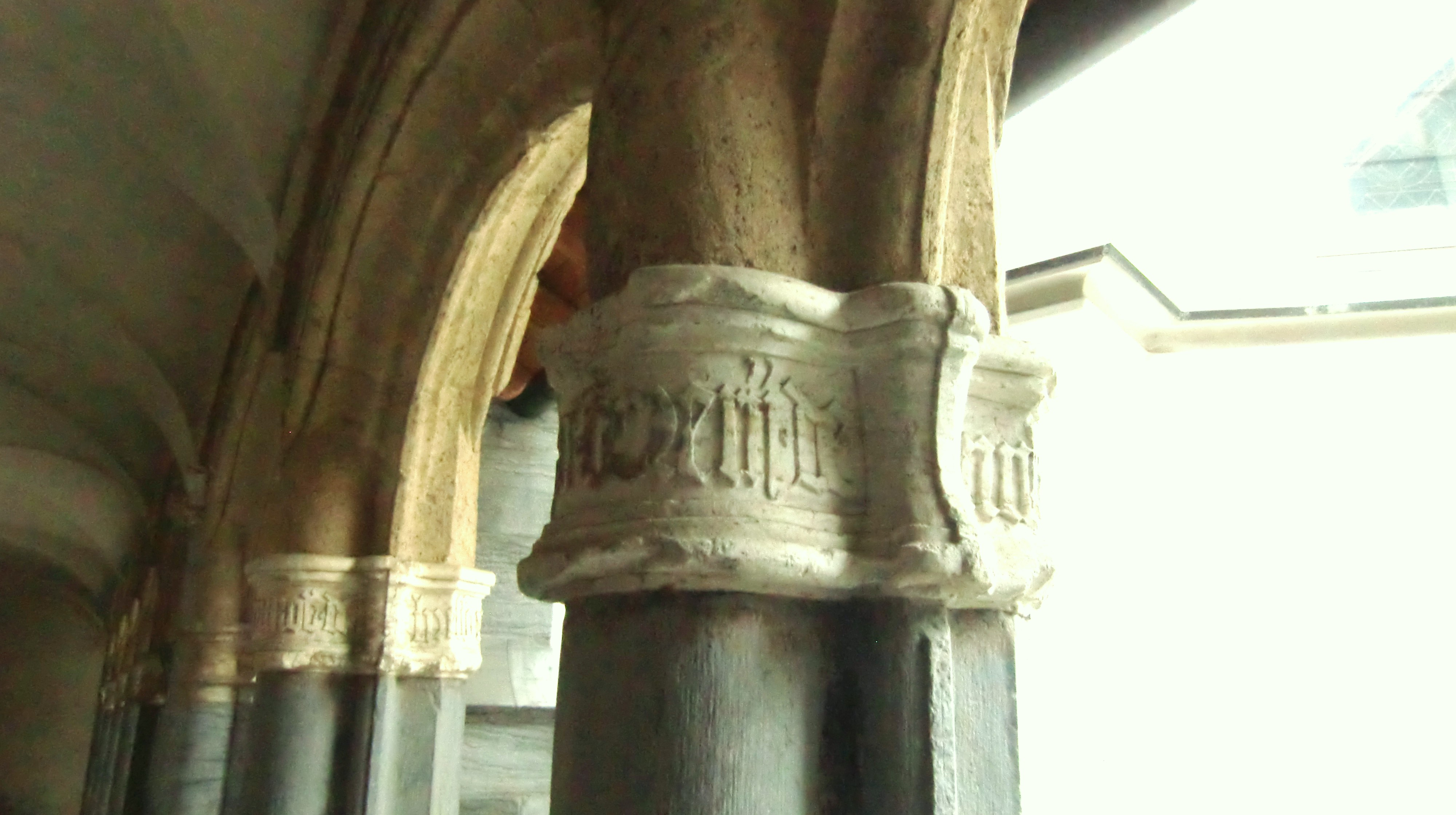
Capitello del chiostro

### Gli affreschi alto medievali
Nel sottotetto, sopra le volte quattrocentesche, si sono salvati consistenti brani degli affreschi che decoravano la navata centrale della basilica anselmiana. L'esistenza del ciclo pittorico fu scoperta nel 1979 dallo studioso tedesco H. P. Autenrieth; complessi lavori di recupero e la sistemazione di opportune passerelle hanno consentito nel 2000, in occasione delle celebrazioni giubilari, di rendere gli affreschi accessibili al pubblico (visite programmate o su prenotazione).
Insieme al ciclo contemporaneo della Collegiata di Sant'Orso, le pitture della cattedrale costituiscono una delle più vaste testimonianze di pittura alto medievale fanno di Aosta uno dei principali centri di arte ottoniana in Europa.
Gli affreschi che decoravano la navata furono realizzati attorno alla metà dell'XI secolo da un atelier di notevoli competenze pittoriche (con ogni probabilità lo stesso di Sant'Orso); essi erano disposti su vari registri ed ubbidivano a un programma iconografico alquanto complesso.
Nelle parti recuperate nel sottotetto si riconoscono le seguenti raffigurazioni:
- Parete ovest (ove si trovava l'arco trionfale dell'abside occidentale): Figure di Angeli (disposte secondo l'usuale schema iconografico degli archi trionfali in epoca medievale).
- Parete nord: Storie di Sant'Eustachio, scene di Placidas-Eustachio che incontra il cervo; Conversione di Placidas-Eustachio; Viaggio per mare; Rapimento dei figli e altri episodi.
Nel registro superiore lunette con i busti degli Antenati di Cristo alternate a lunette di contenuto decorativo ed allegorico.
- Parete sud: Storie di Mosè, in particolare delle Piaghe d'Egitto, scene della Verga trasformata in serpente; l'Acqua del Nilo tramutata in sangue; la Piaga delle rane; la Piaga delle mosche.
Nel registro superiore lunette con i busti dei Vescovi.

L'ambito culturale dell'atelier che ha realizzato gli affreschi è quello cosiddetto "lombardo"; ad esso possono essere stilisticamente collegati i cicli della basilica di San Vincenzo a Cantù e del battistero del Duomo di Novara.

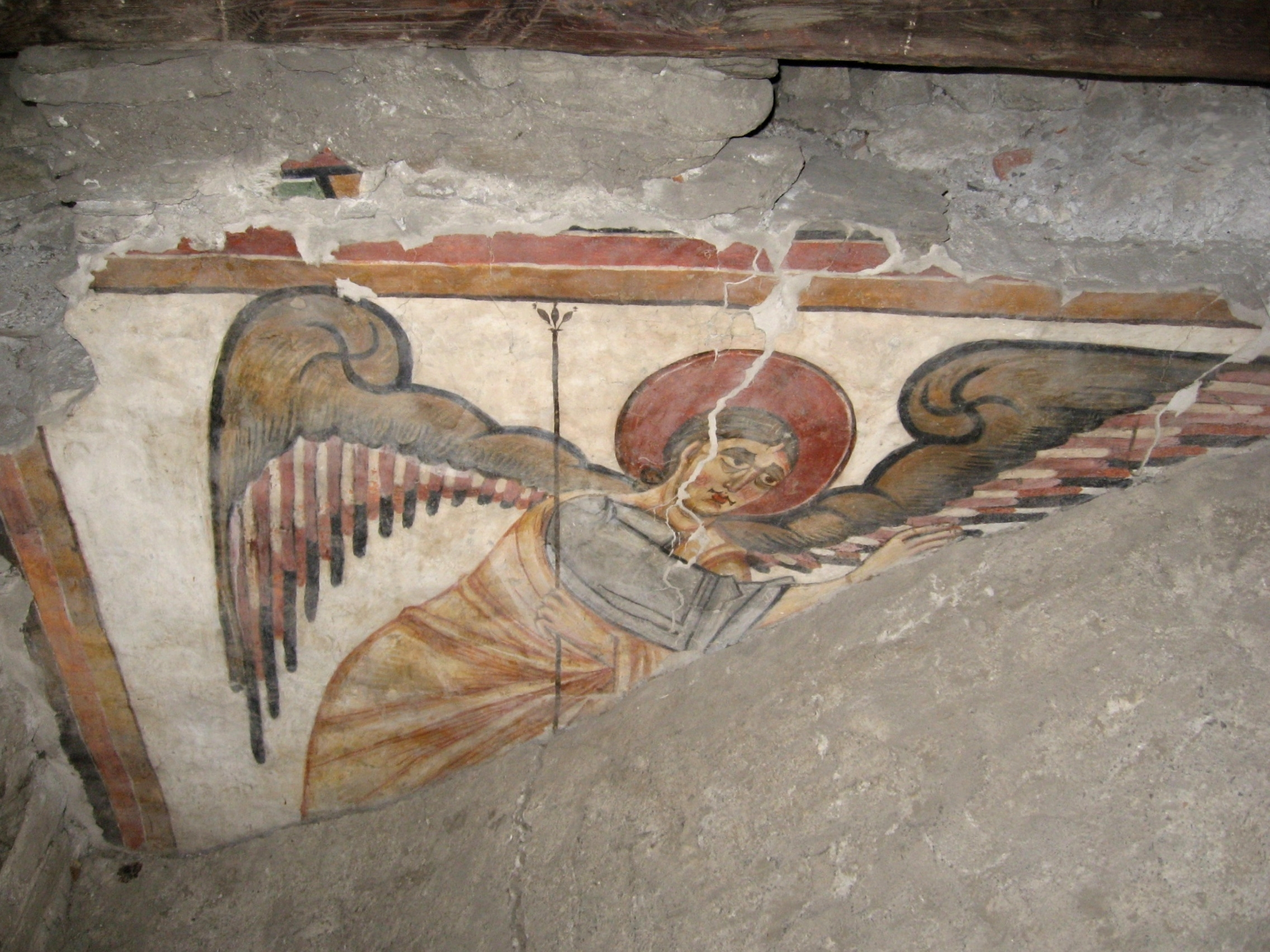
Parete ovest, Figura di Angelo
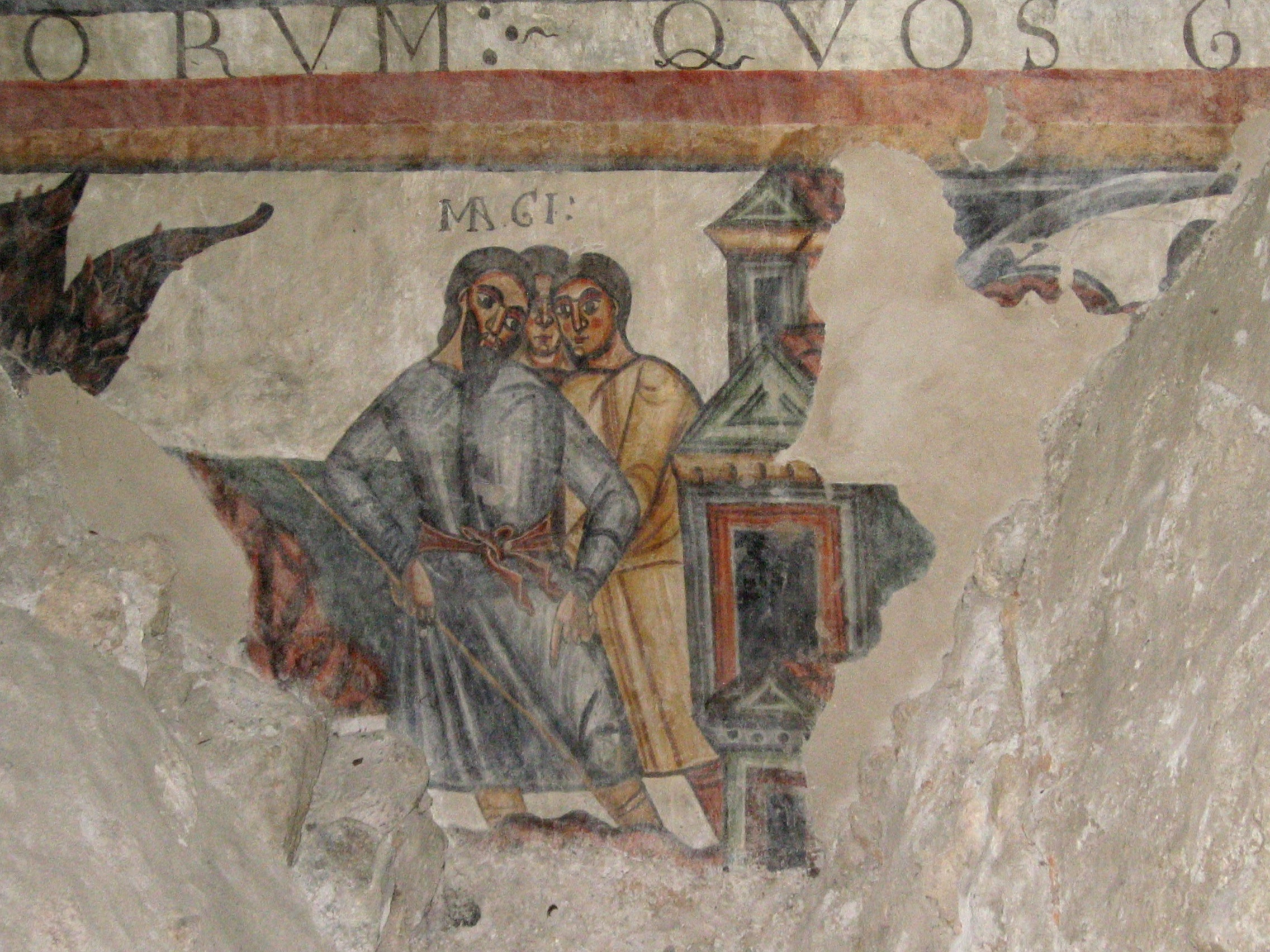
Parete sud, Magi del Faraone (particolare della scena dell'Acqua del Nilo tramutata in sangue)

### Il Museo del Tesoro della Cattedrale

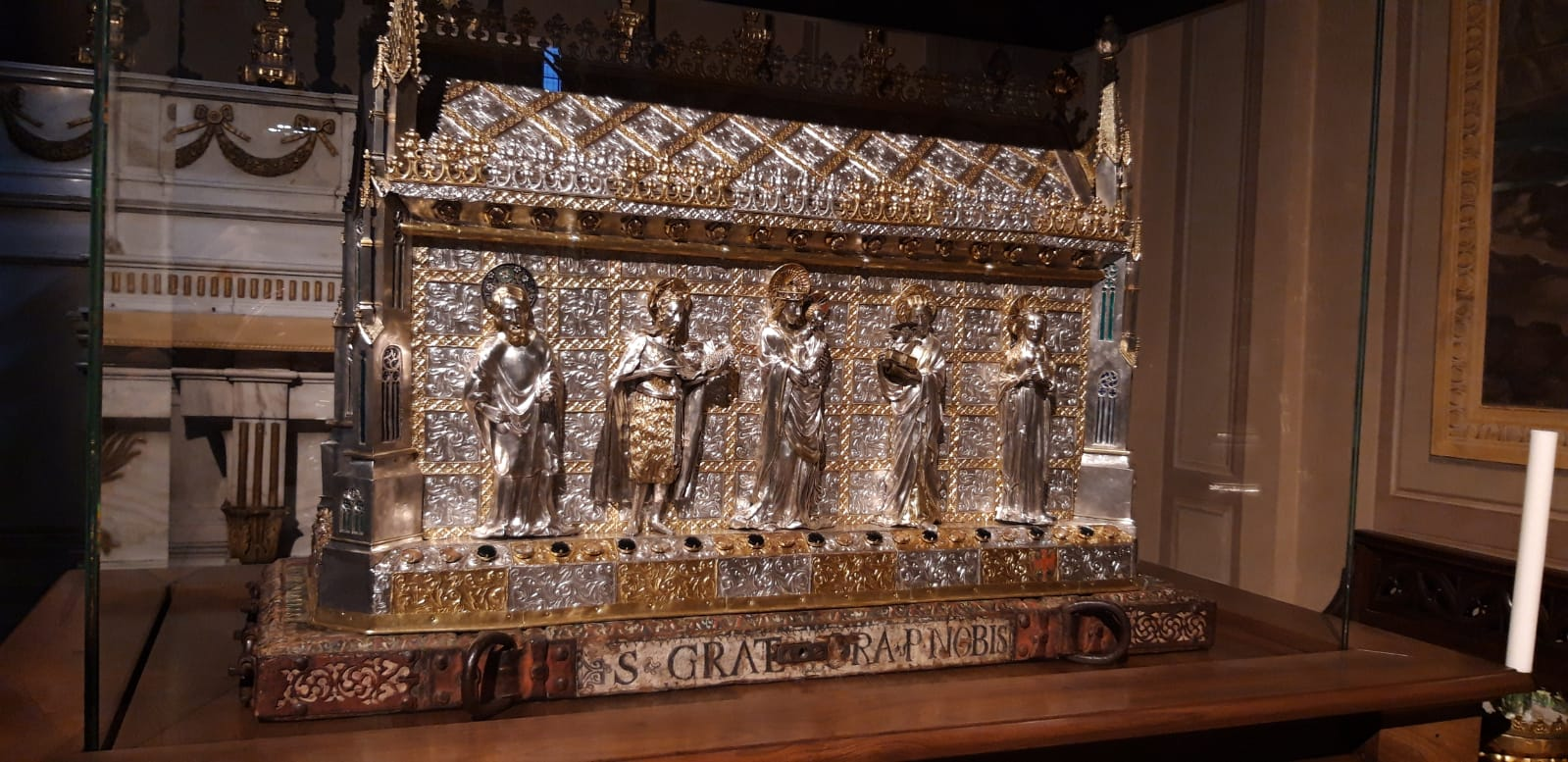
La tomba di San Grato.

Dalla navata destra si accede agli spazi del deambulatorio nei quali trova posto il Museo del tesoro della cattedrale di Aosta, che custodisce opere di notevole interesse, quali due frammenti delle vetrate del XII secolo, la cassa reliquaria di San Grato, alcuni codici miniati tra i quali il Messale del vescovo Francesco de Prez, monumenti sepolcrali realizzati da Stefano Mossettaz, dossali di stalli di Jean Vion de Samoëns e di Jean de Chetro già presenti nel coro, ed una ricca collezione di statue lignee dipinte, esempi di quella cultura devozionale che è stata denominata "il gotico delle Alpi".